# Великі японці
«Великі японці» (яп. 超大型歴史アカデミー史上初1億3000万人が選ぶニッポン人が好きな偉人ベスト100発表人) — проект японської телевізійної компанії Nippon TV у 2006—2007 роках. Японський аналог британської передачі «100 найвизначніших британців» 2002 року. Поєднував і ток-шоу з інтерактивним опитуванням громадян Японії про найвидатніших особистостей у національній і світовій історії. В результаті роботи проекту були складені списки видатних історичних осіб: 100 найвидатніших персоналій (7 травня 2006), 100 найкрасивіших жінок (23 вересня 2006), 100 найталановитіших людей (5 січня 2007), 100 героїв (30 березня 2007). Перше опитування такого типу на всенаціональному рівні, в якому взяло участь до сотні тисяч осіб з усіх префектур Японії.

## 100 найвидатніших осіб Японії і світу
Передача «Велика історична академія: Вперше в історії! 130 млн японців обирають 100 найулюбленіших видатних діячів» (яп. 超大型歴史アカデミー 史上初！1億3000万人が選ぶ ニッポン人が好きな偉人ベスト100). Відбулася 7 травня 2006 року. Тривала протягом 19:00 — 21:54 за токійським часом.

### 1—10

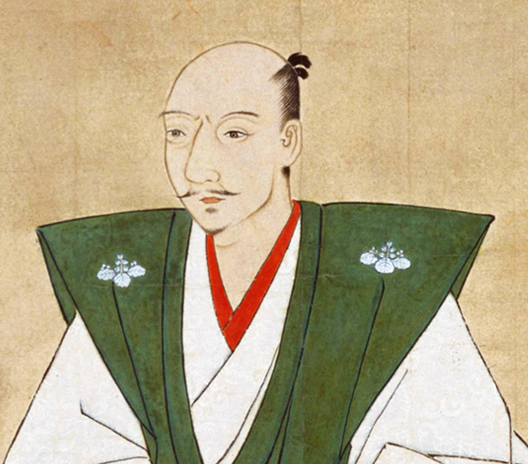
1. Ода Нобунаґа 1534 — 1582 магнат, полководець, національний герой.
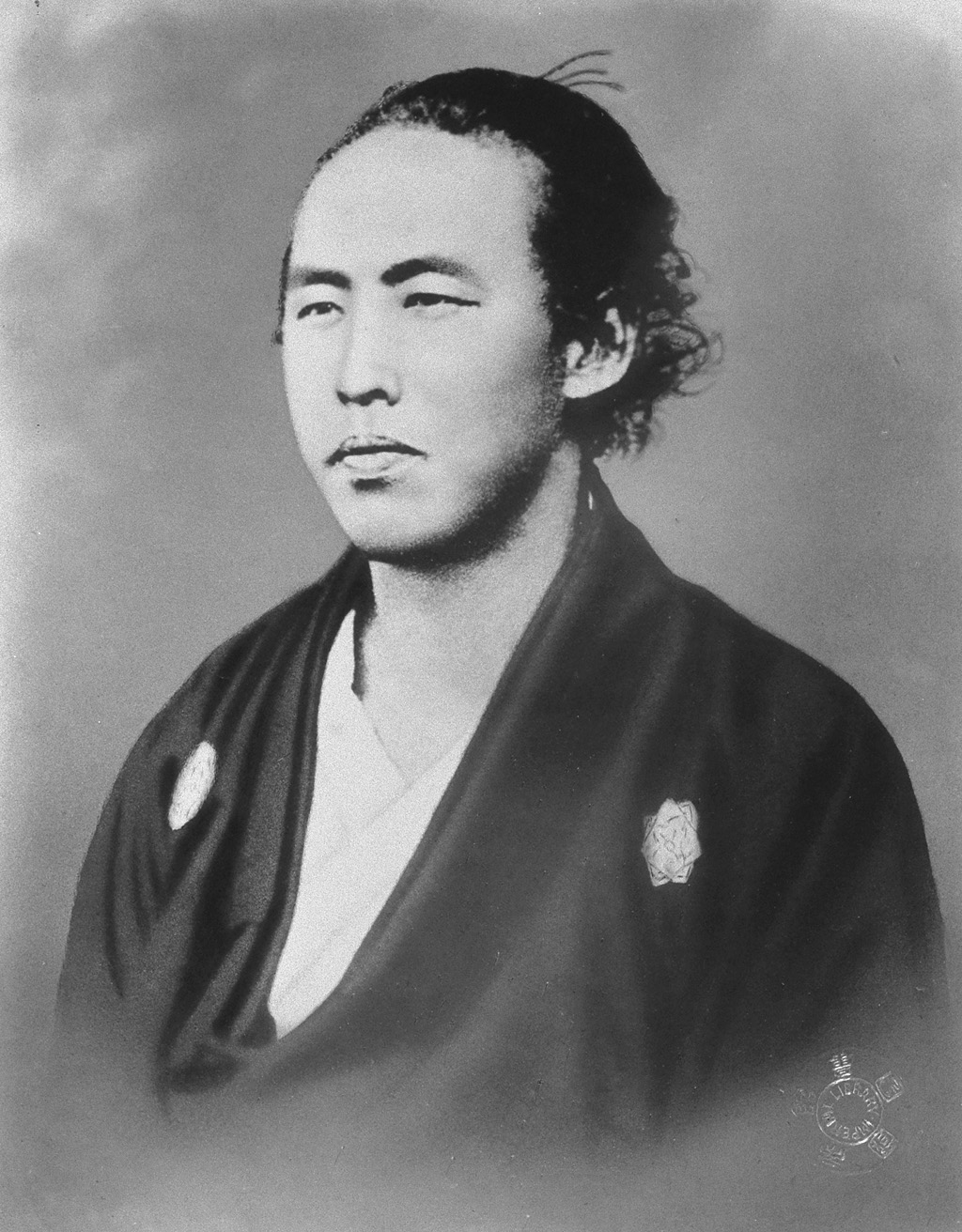
2. Сакамото Рьома 1836 — 1867 самурай, мандрівник, дипломат.
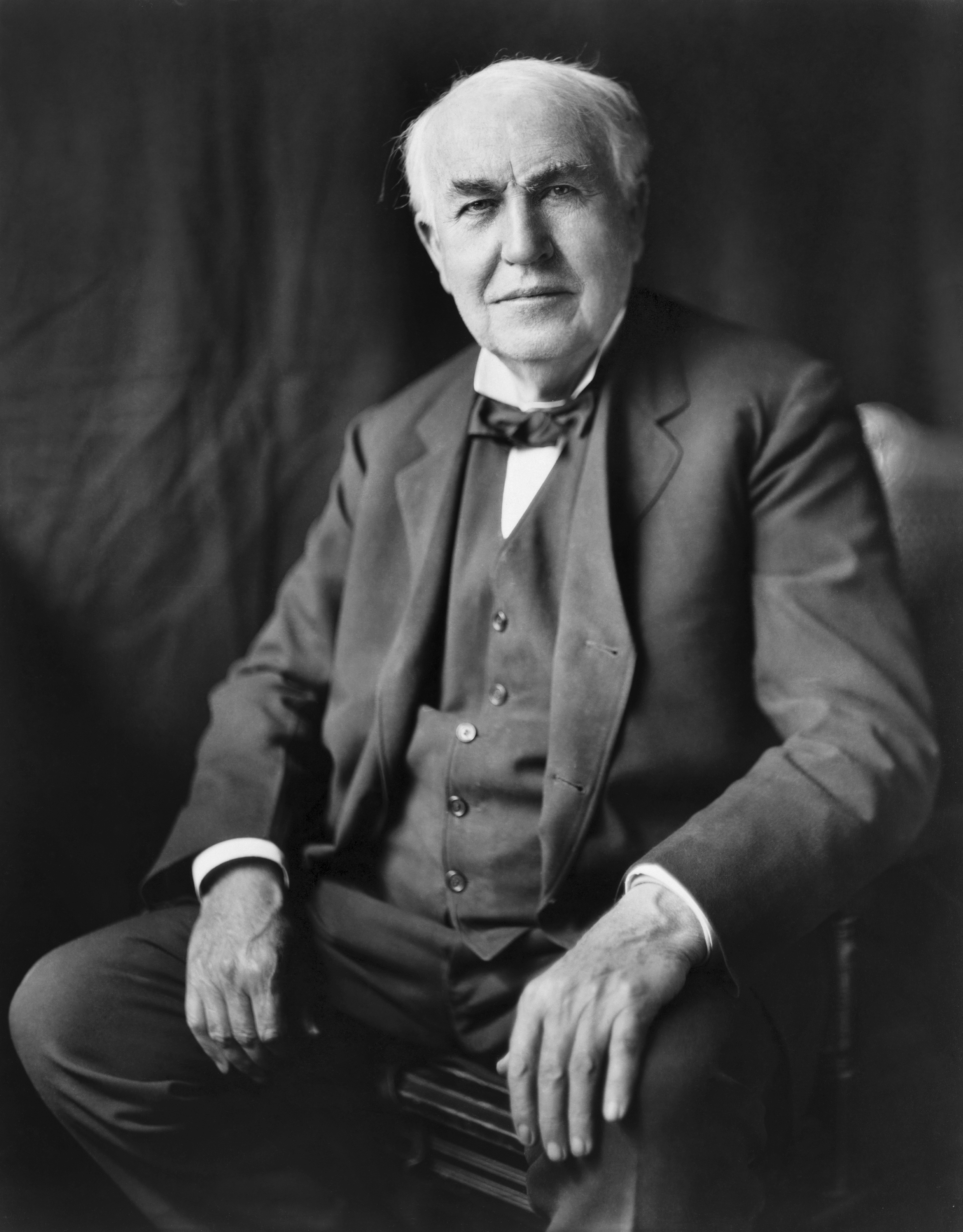
3. Томас Едісон 1847 — 1931 американський винахідник.
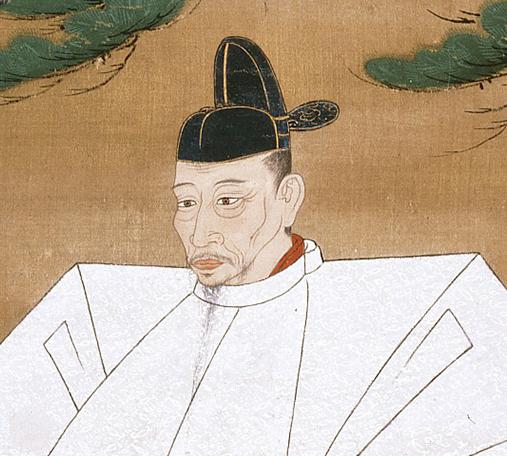
4. Тойотомі Хідейоші 1536 — 1598 васал Нобунаґи, об'єднувач Японії.
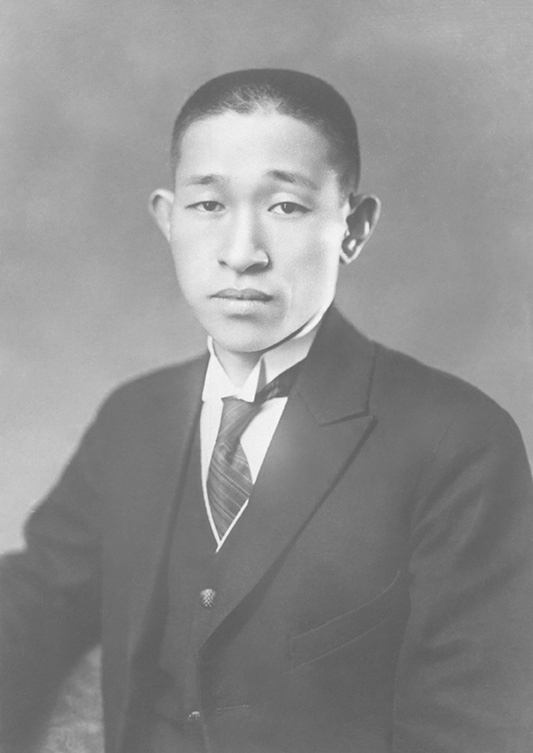
5. Мацушіта Коносуке 1894 — 1989 підприємець, засновник Panasonic.
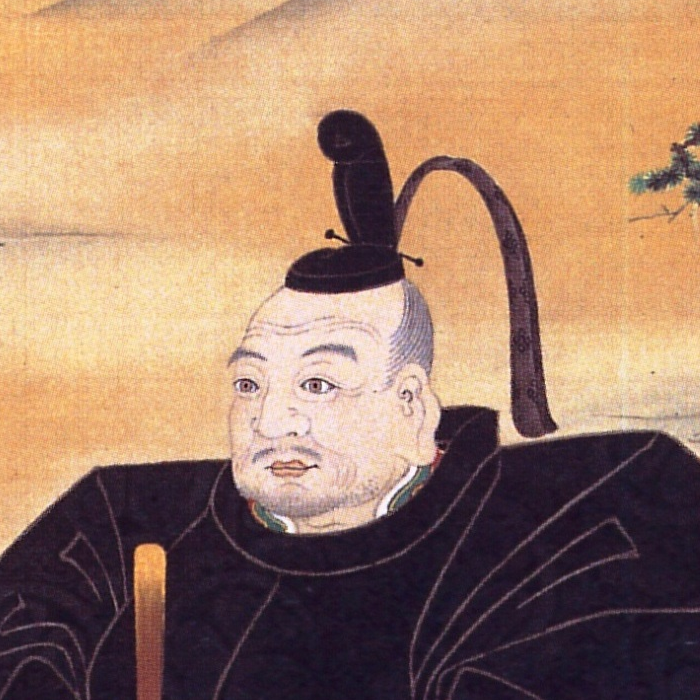
6. Токуґава Ієясу 1543 — 1616 союзник Нобунаґи, засновник останнього шьоґунату.
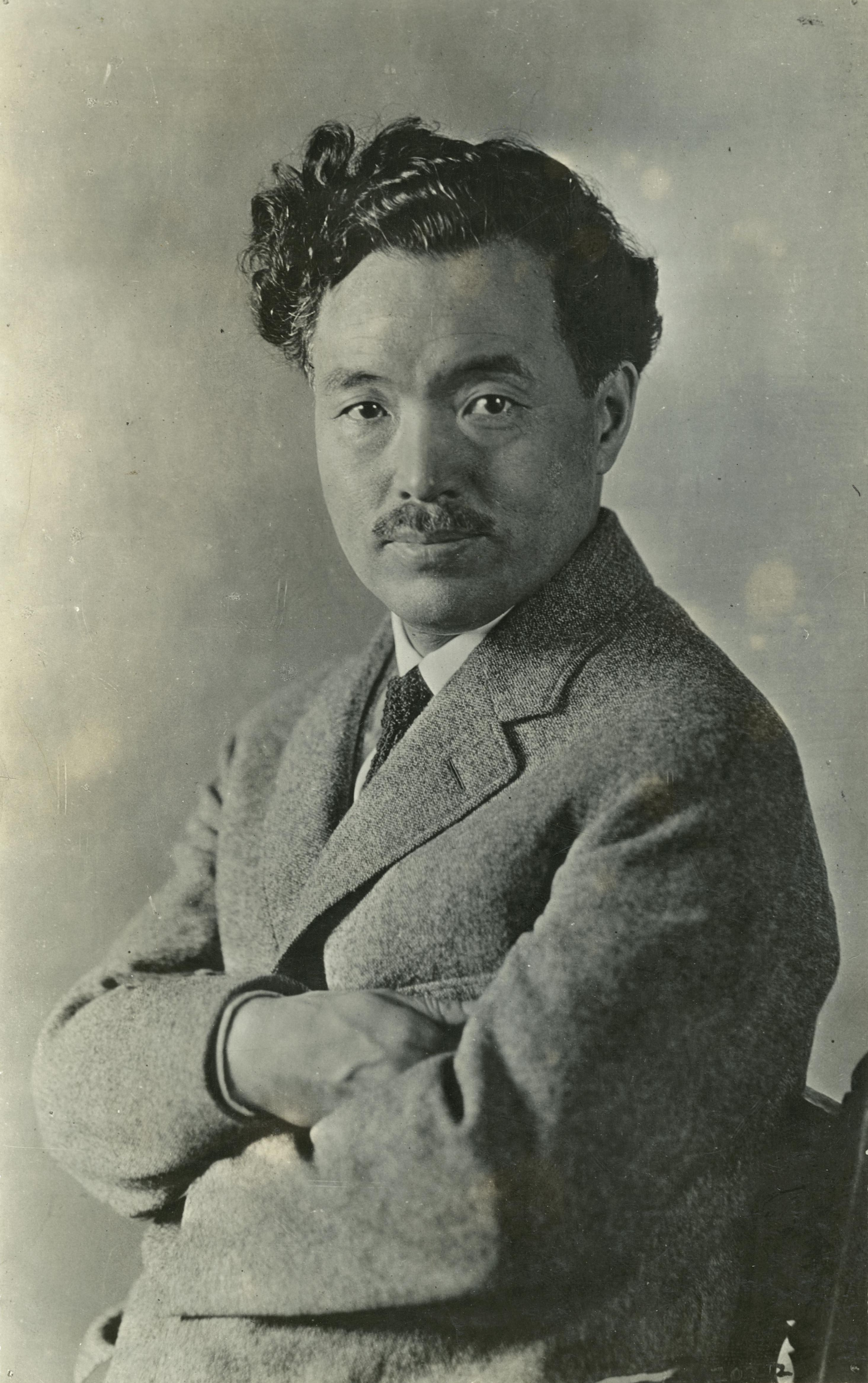
7. Ноґучі Хідейо 1876 — 1928 бактеріолог, лікар.
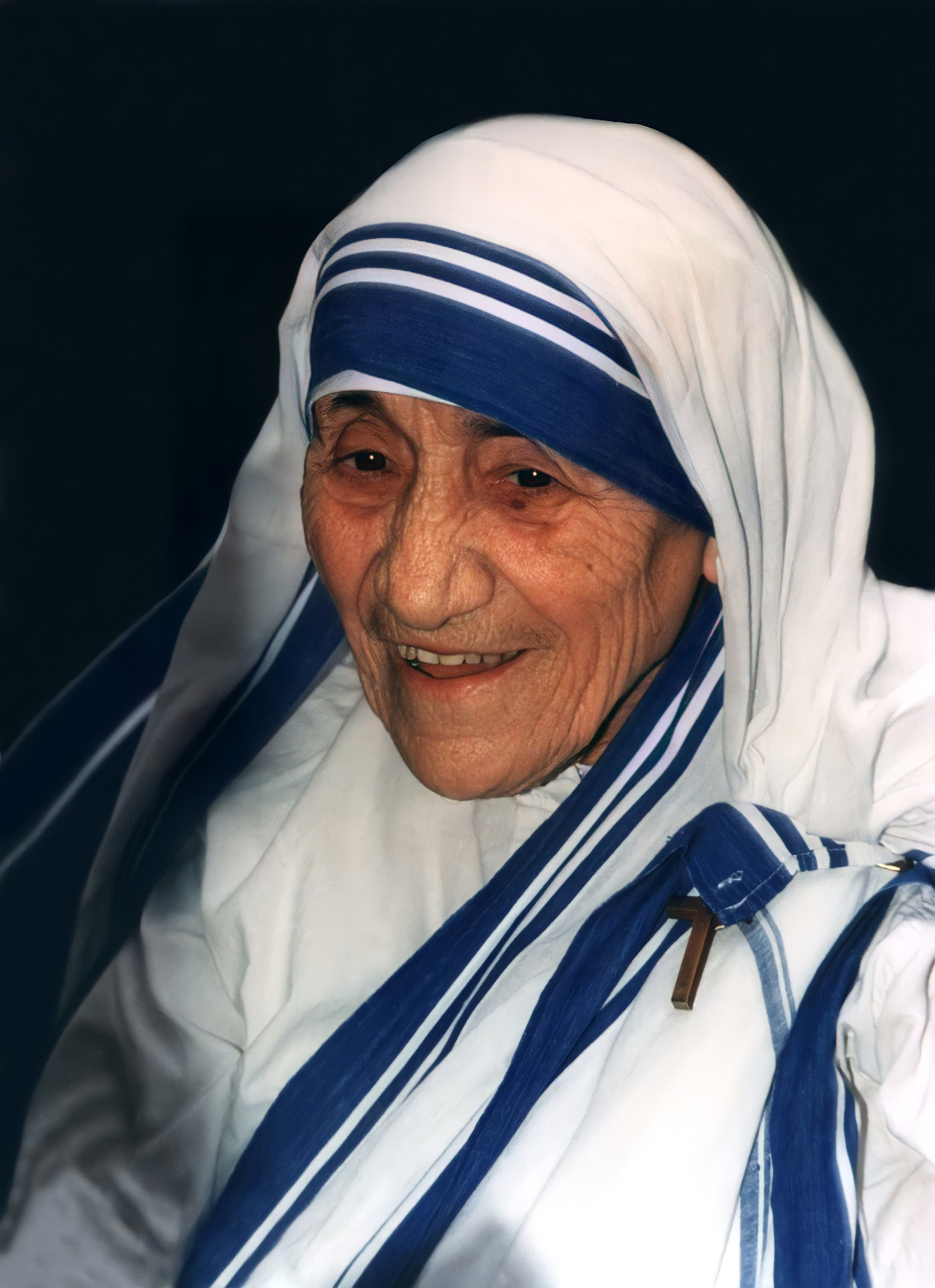
8. мати Тереза 1910 — 1997 албанська черниця, католицька свята.
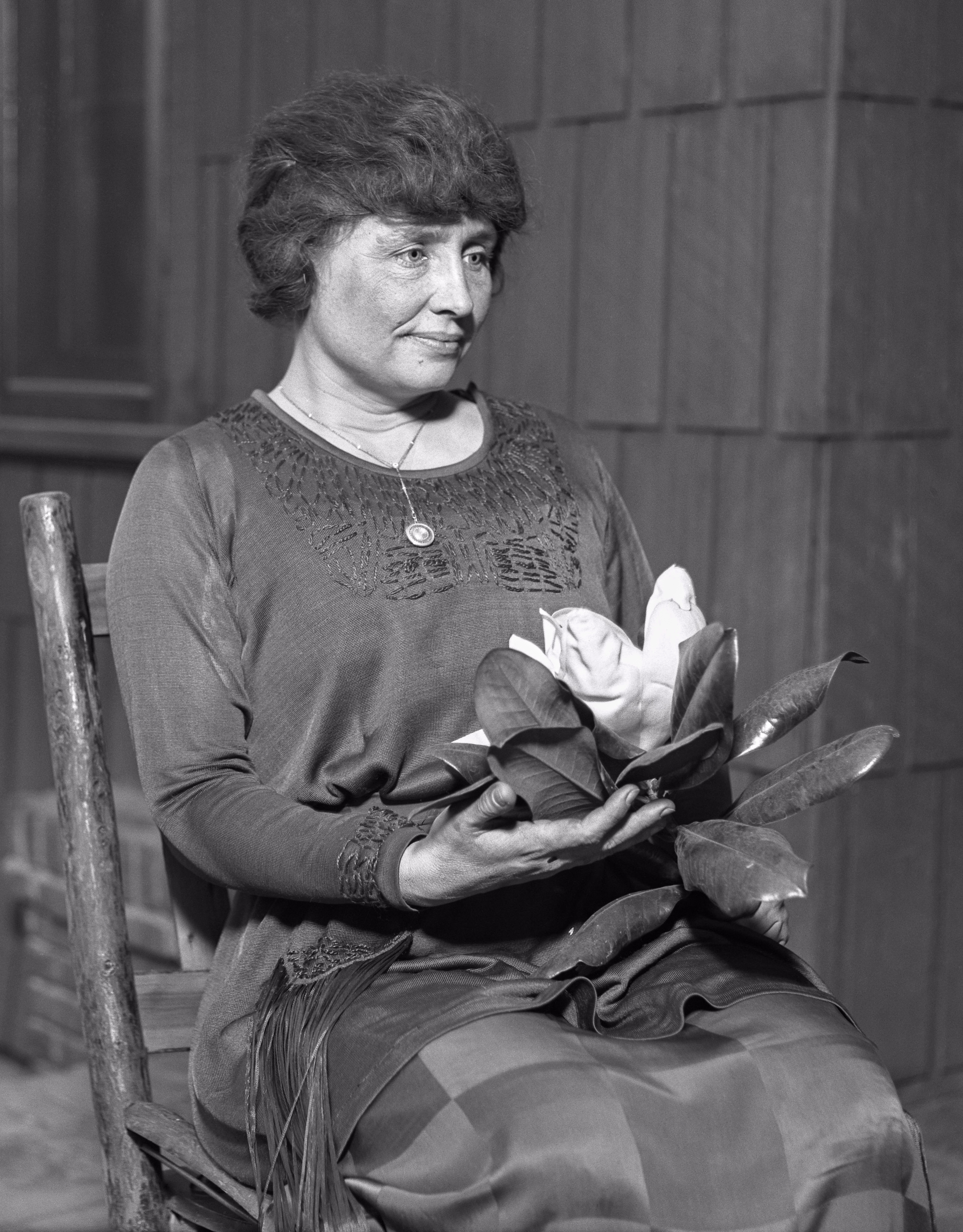
9. Гелен Келлер 1880 — 1968 американська освітянка, благодійниця.
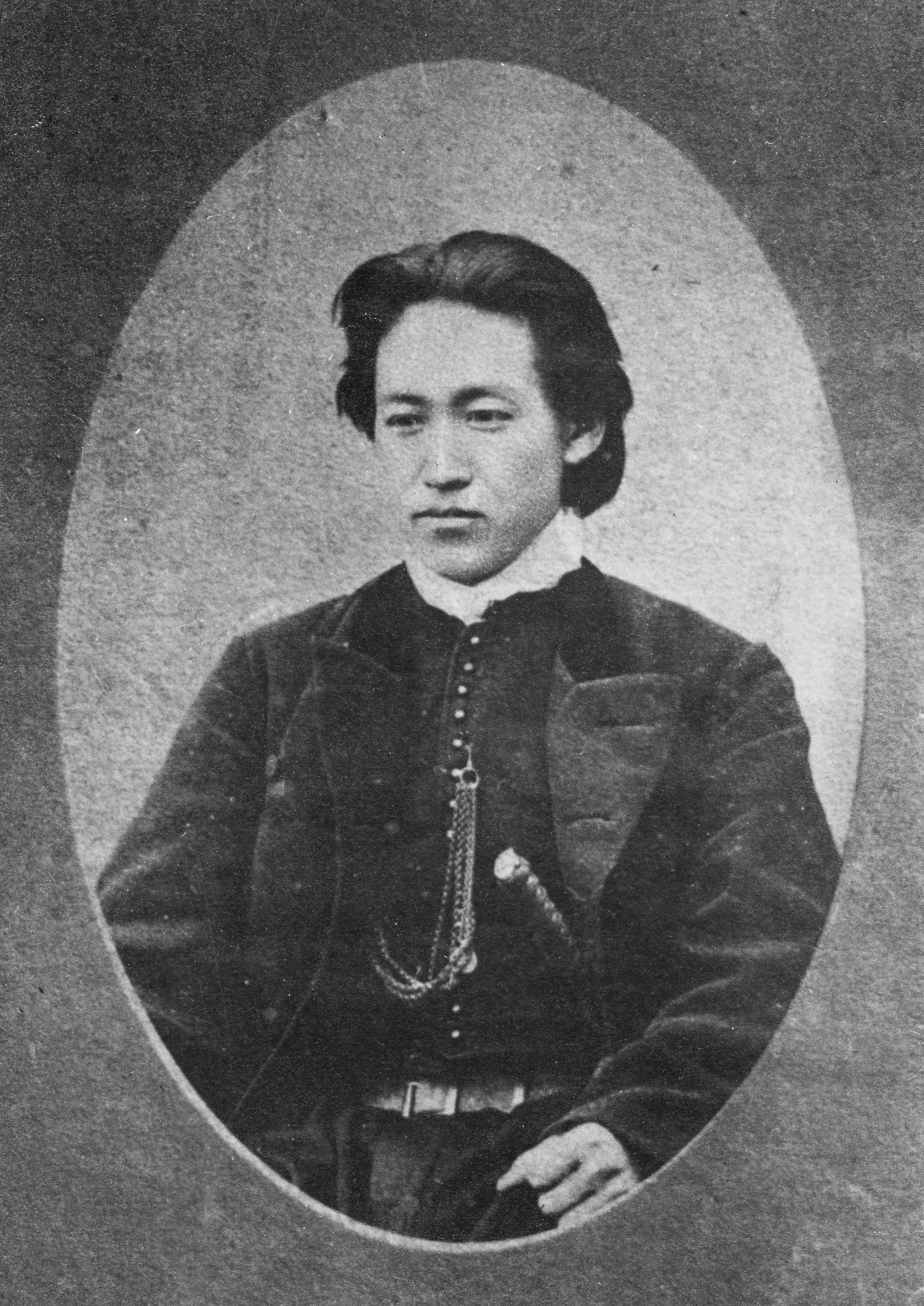
10. Хіджіката Тошідзо 1835 — 1869 самурай, засновник загону «Новобранців».

### 11—20

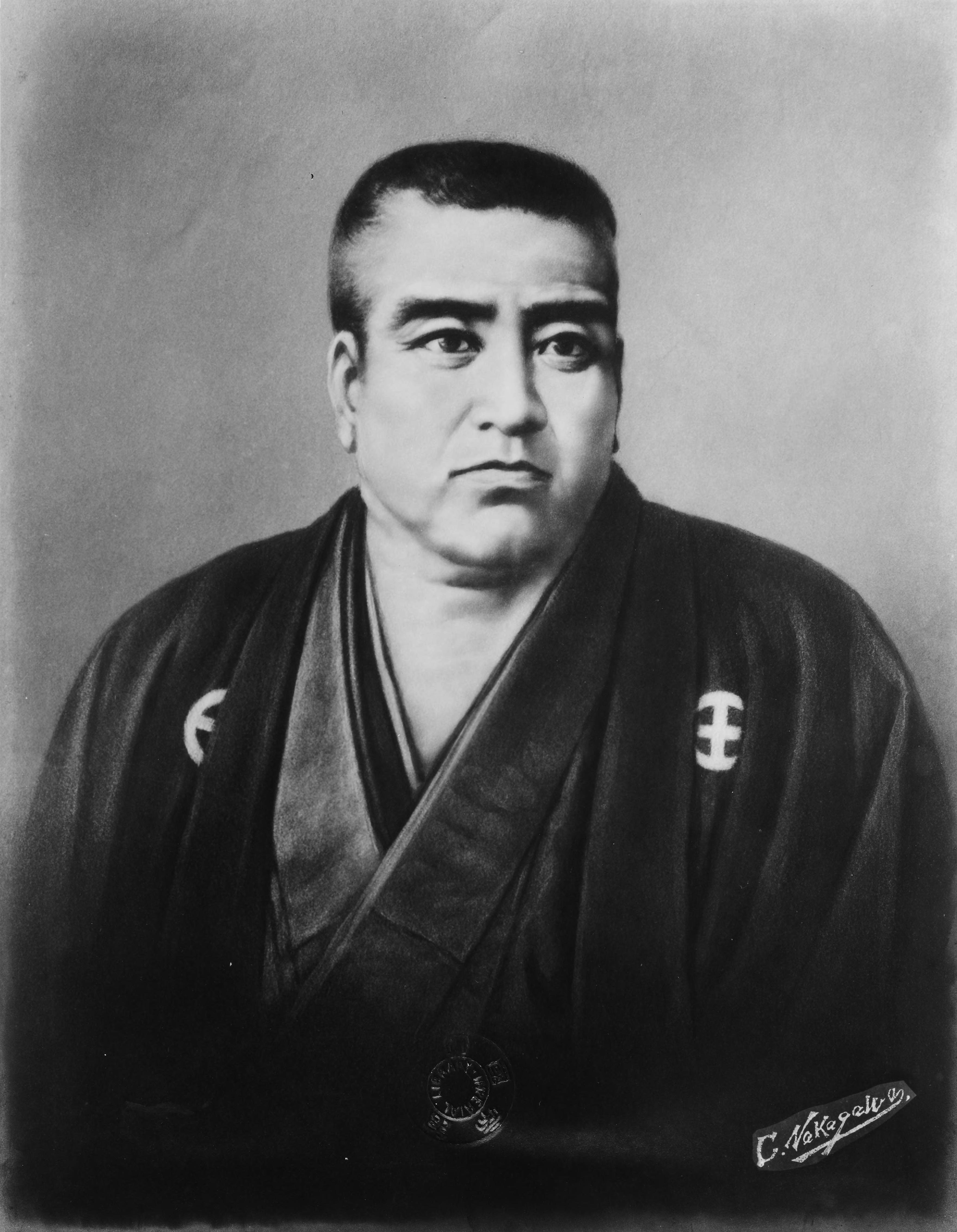
11. Сайґо Такаморі 1828 — 1877 політик, реформатор, повстанець.
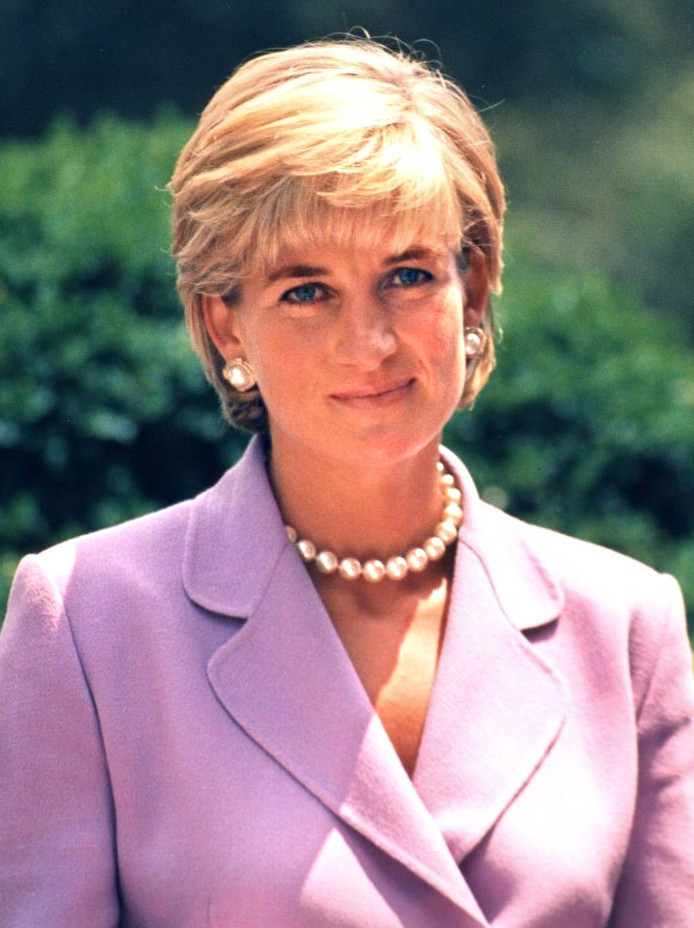
12. принцеса Діана 1961 — 1997 англійська принцеса.
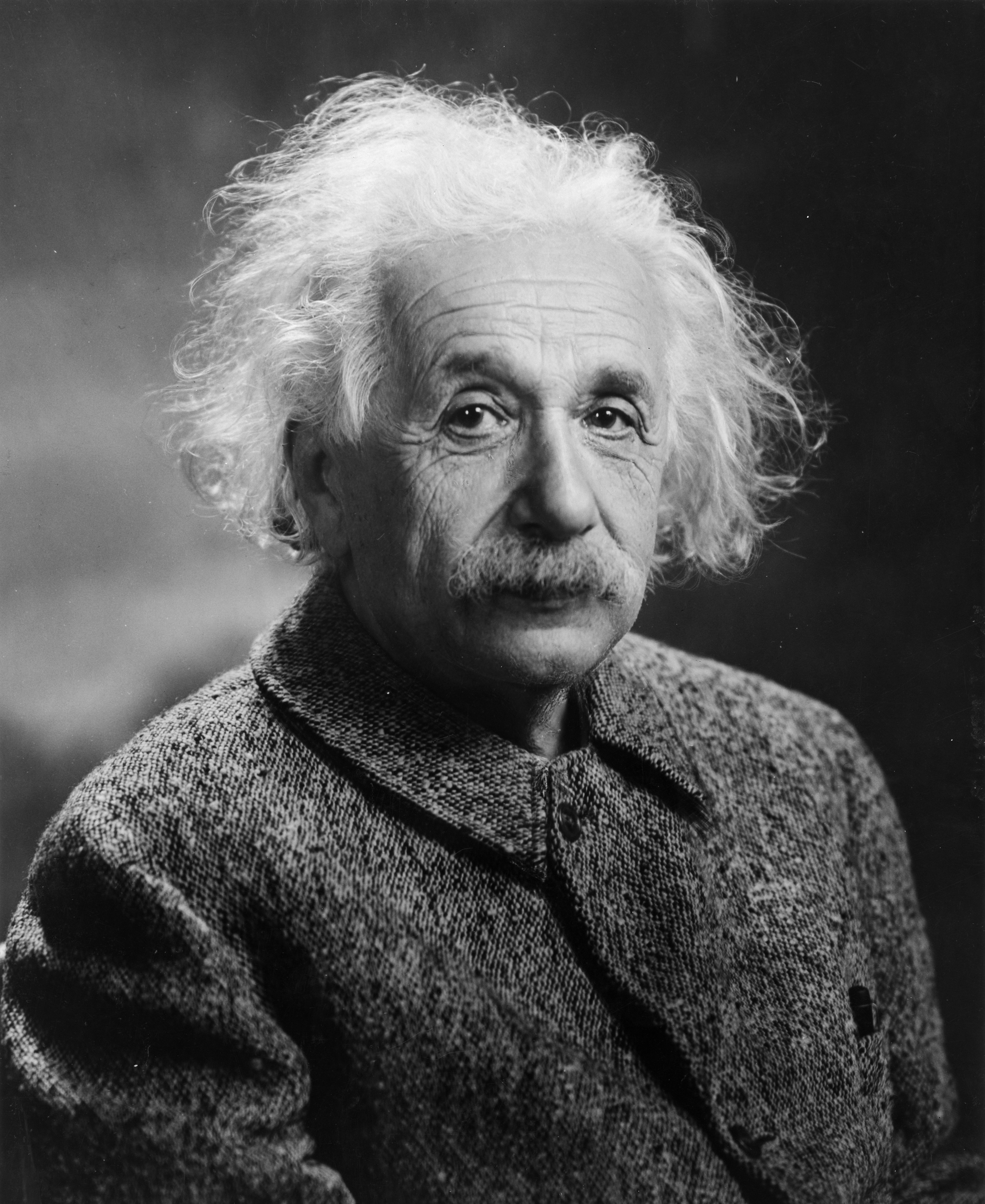
13. Альберт Ейнштейн 1879 — 1955 американський фізик.
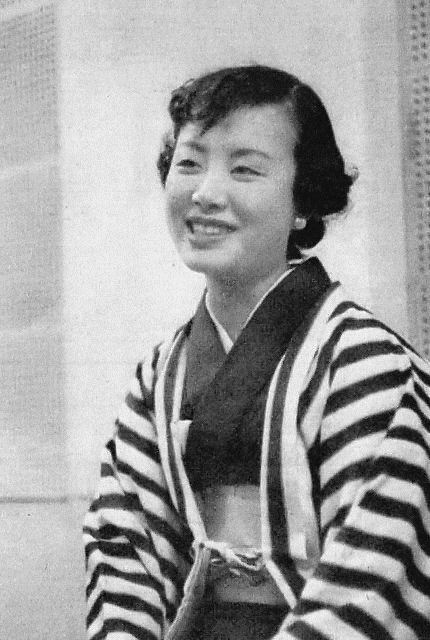
14. Місора Хібарі 1937 — 1989 співачка, акторка.
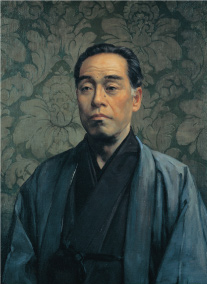
15. Фукудзава Юкічі 1937 — 1989 мислитель, освітянин, просвітитель.
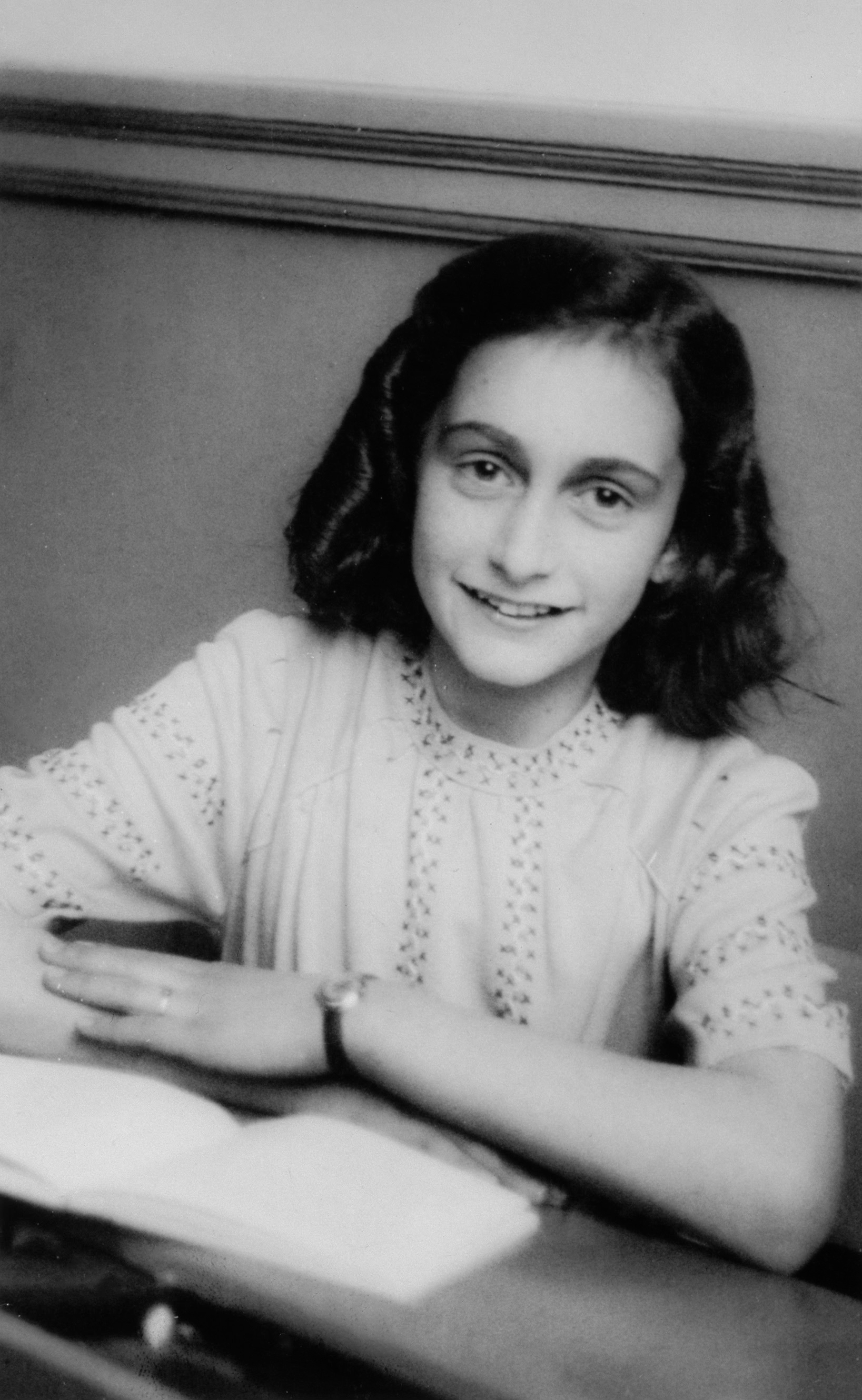
16. Анна Франк 1929 — 1945 єврейська дівчинка, жертва Голокосту.
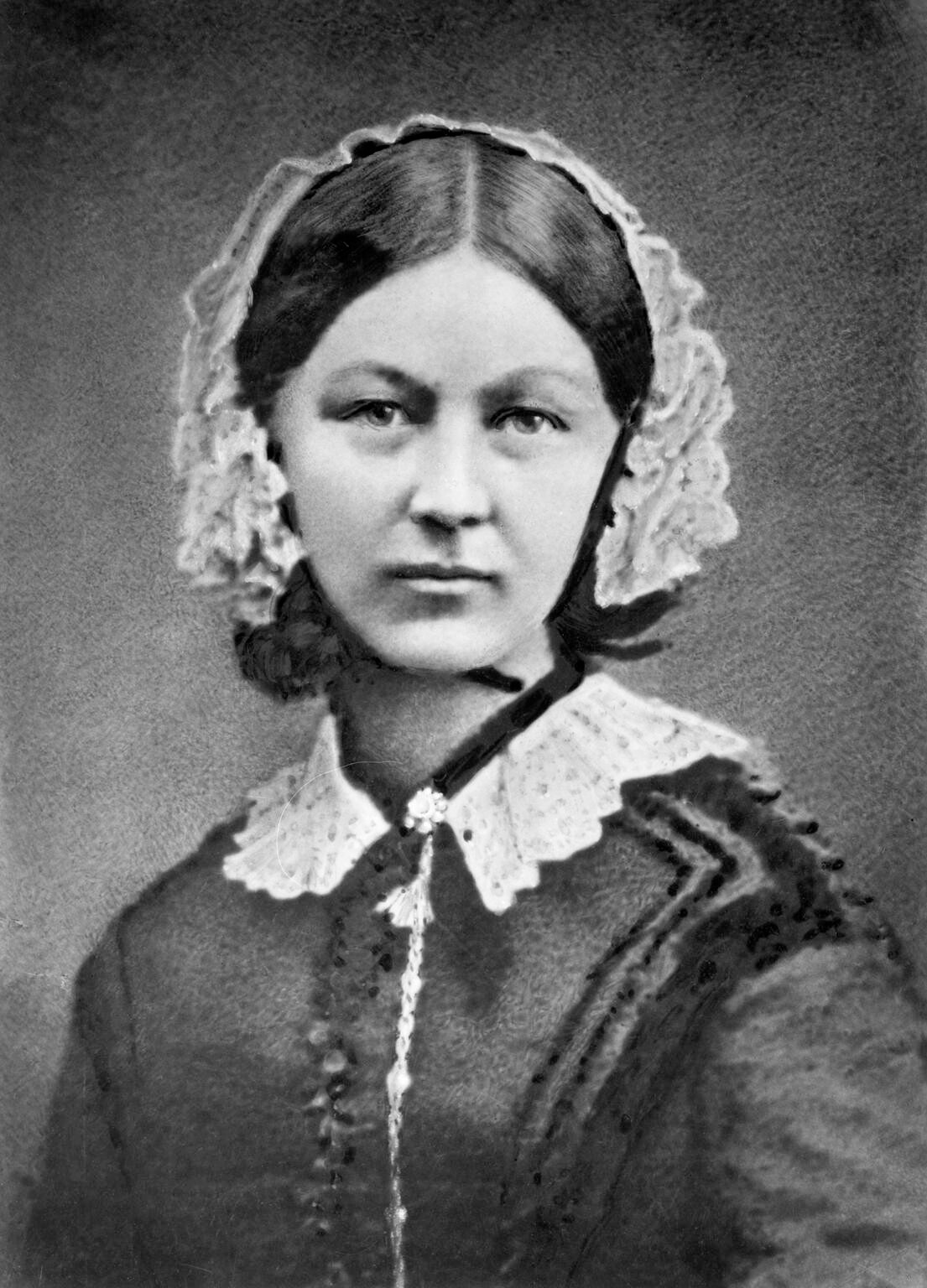
17. Флоренс Найтінгейл 1820 — 1910 британська медсестра та феміністка.
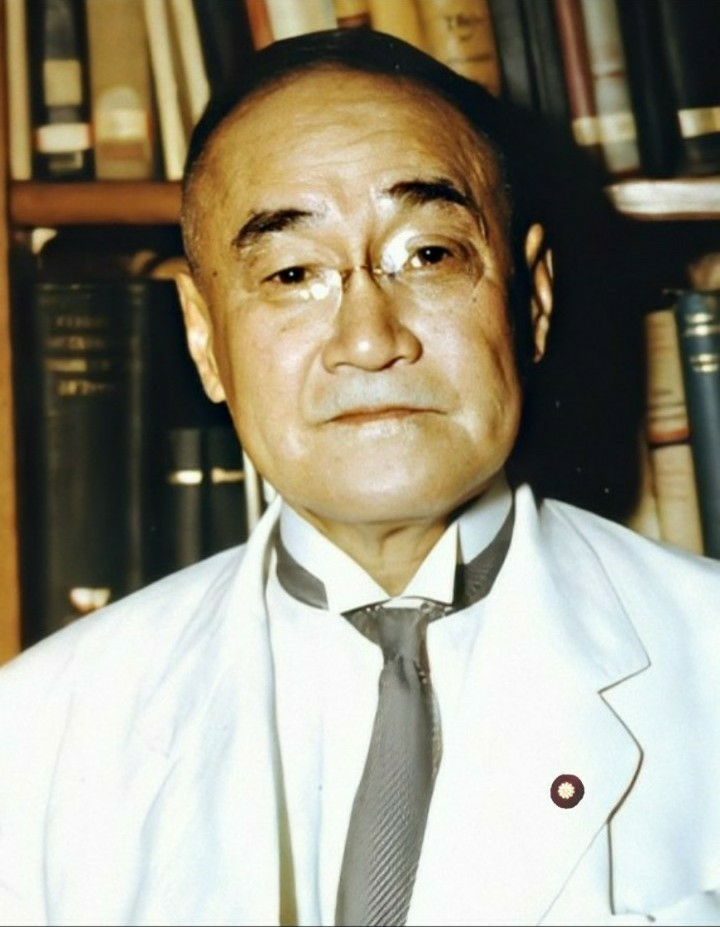
18. Йошіда Шіґеру 1878 — 1967 прем'єр-міністр, відновлювач повоєнної Японії.
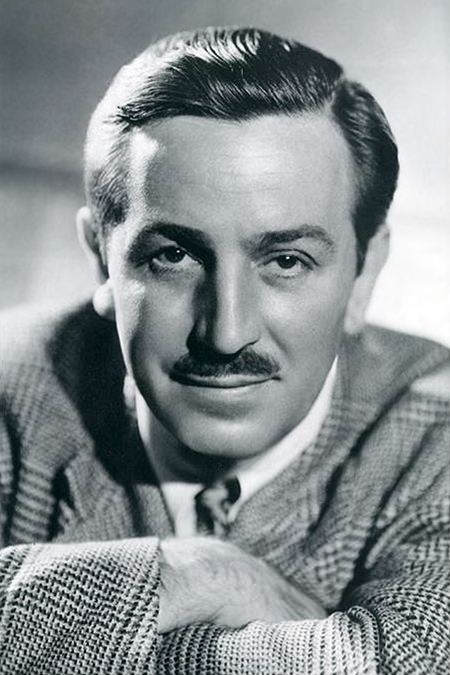
19. Волт Дісней 1901 — 1966 американський аніматор.
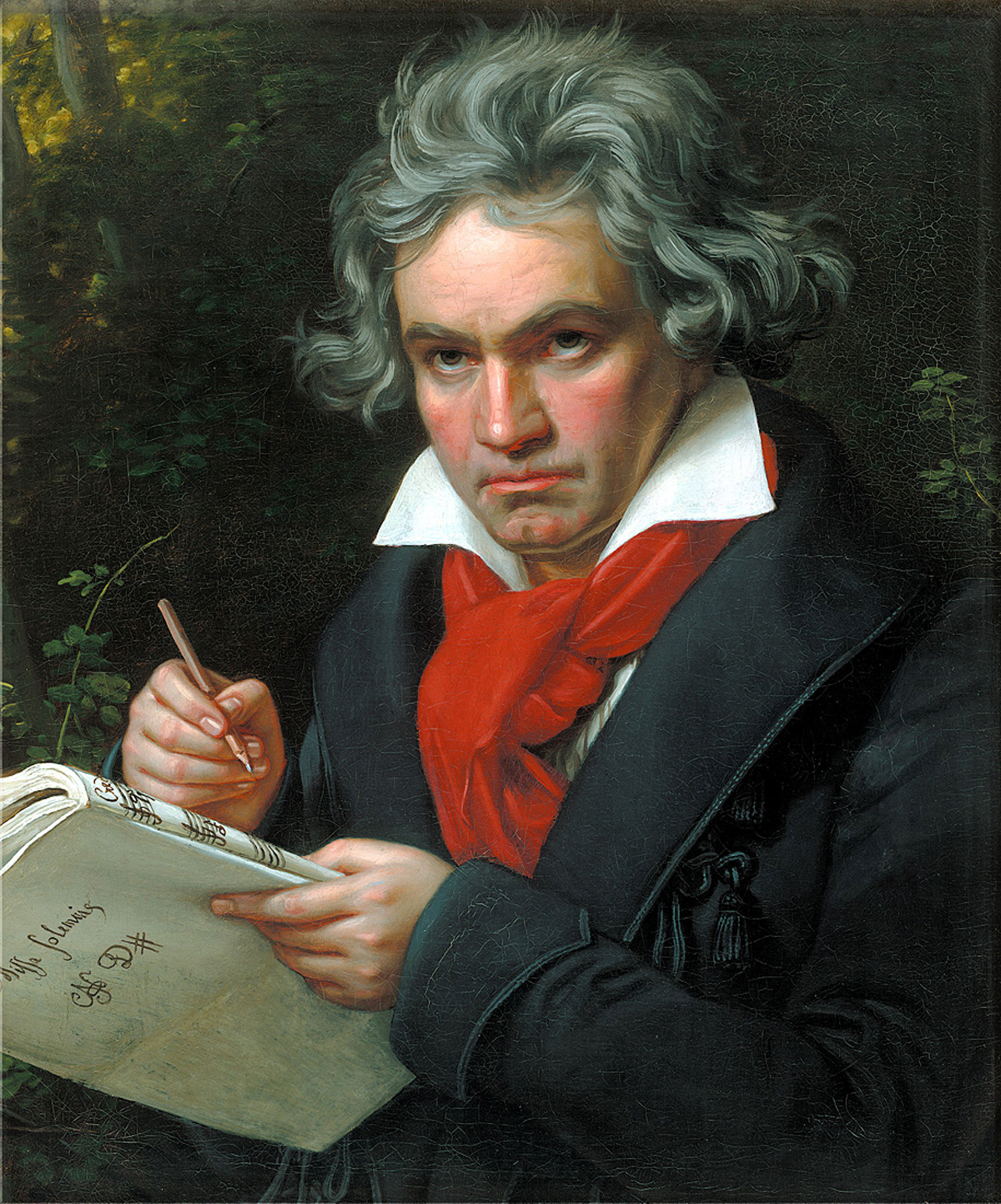
20. Бетховен 1770— 1827 німецький композитор, піаніст.

### 21—30

21. Мінамото Йошіцуне 1159 — 1189 самурай, полководець.
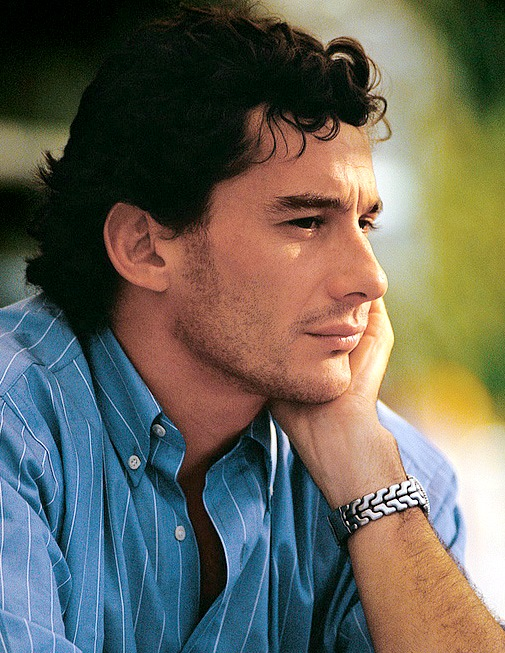
22. Айртон Сенна 1960 — 1994 бразильський автогонщик.
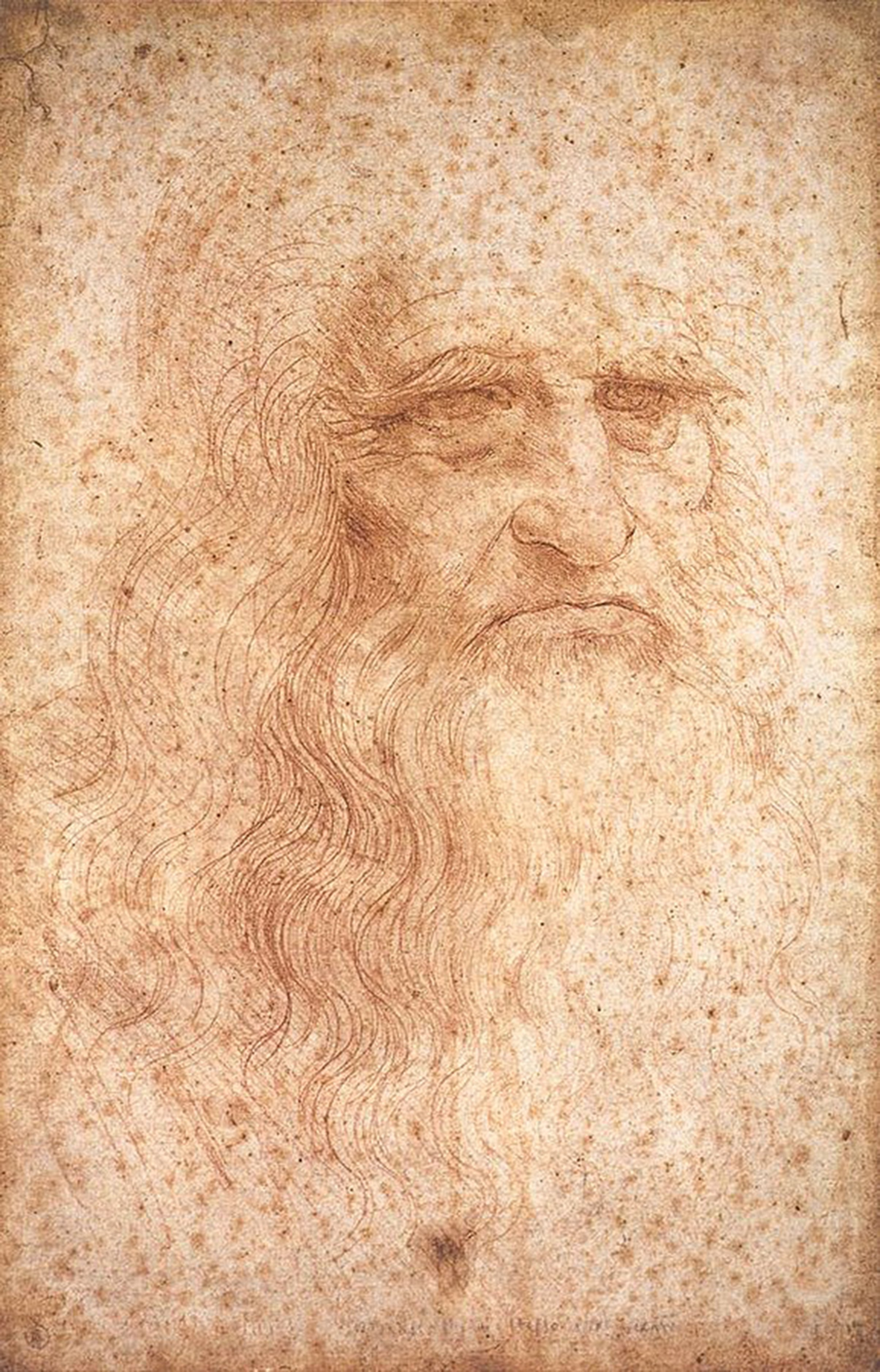
23. Леонардо да Вінчі 1452 — 1519 італійський митець.
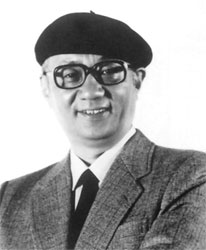
24. Тедзука Осаму 1928 — 1989 художник, майстер манґи.
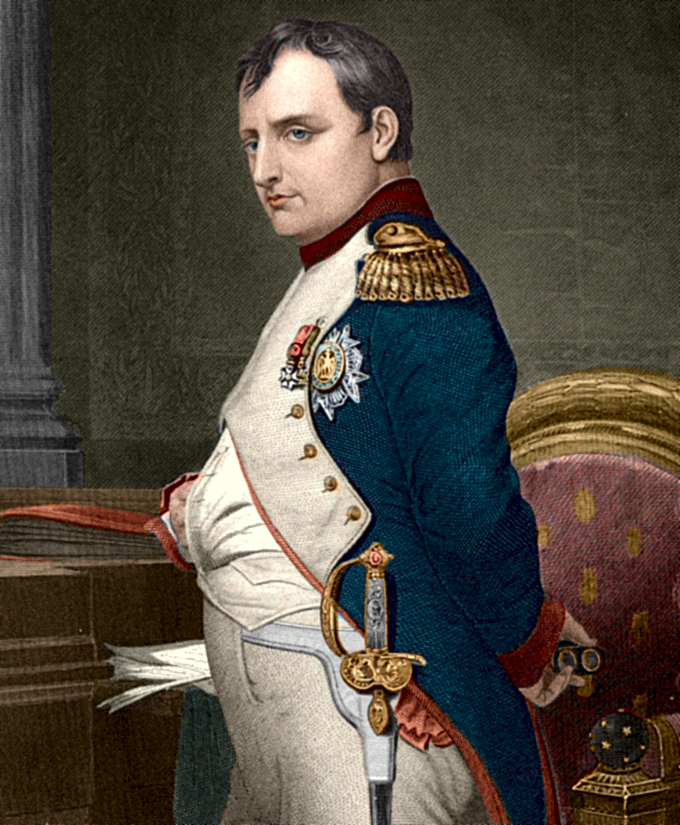
25. Наполеон 1769 — 1821 французький імператор.
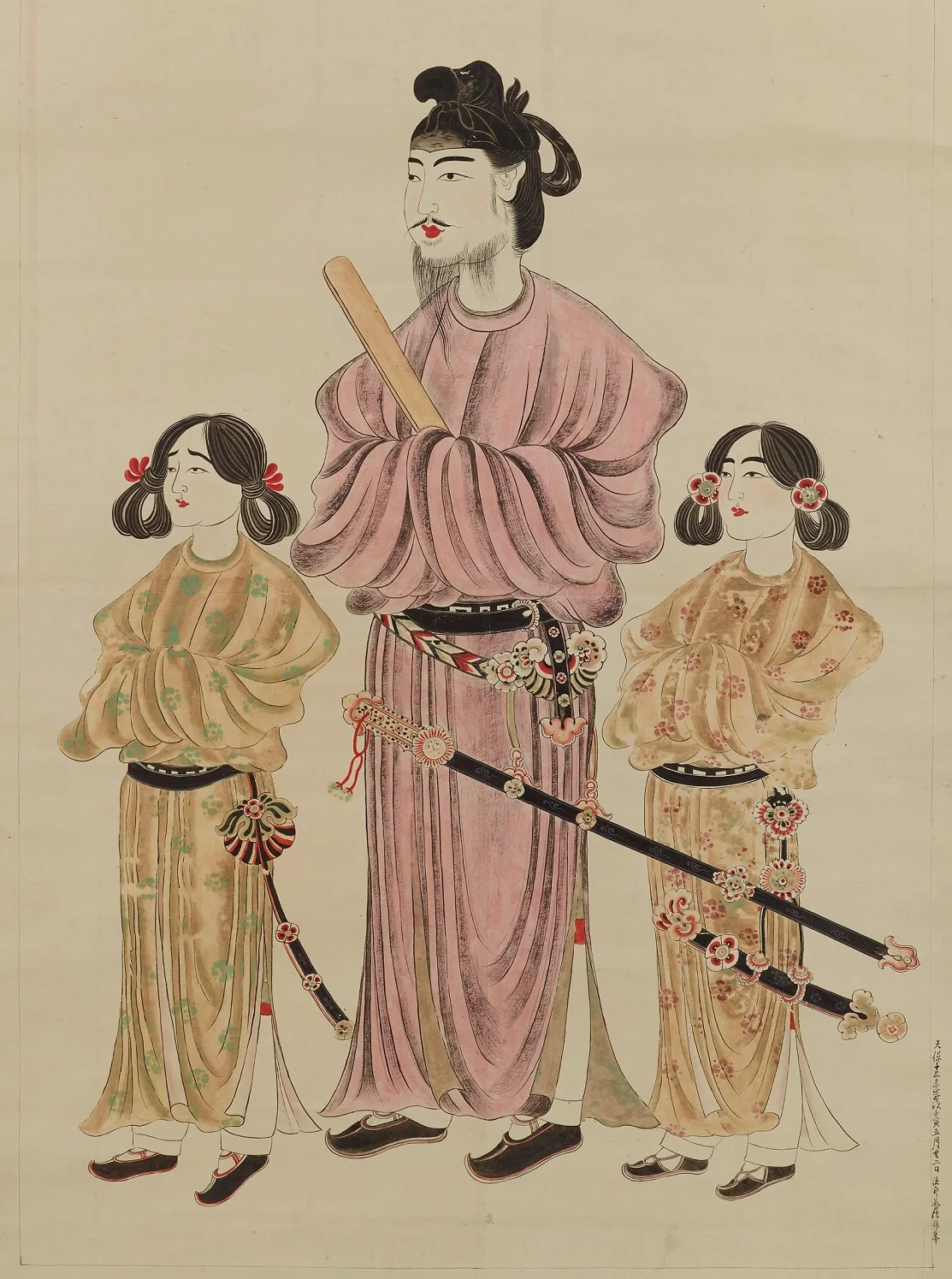
26. принц Шьотоку 574 — 622 принц, автор «Конституції».
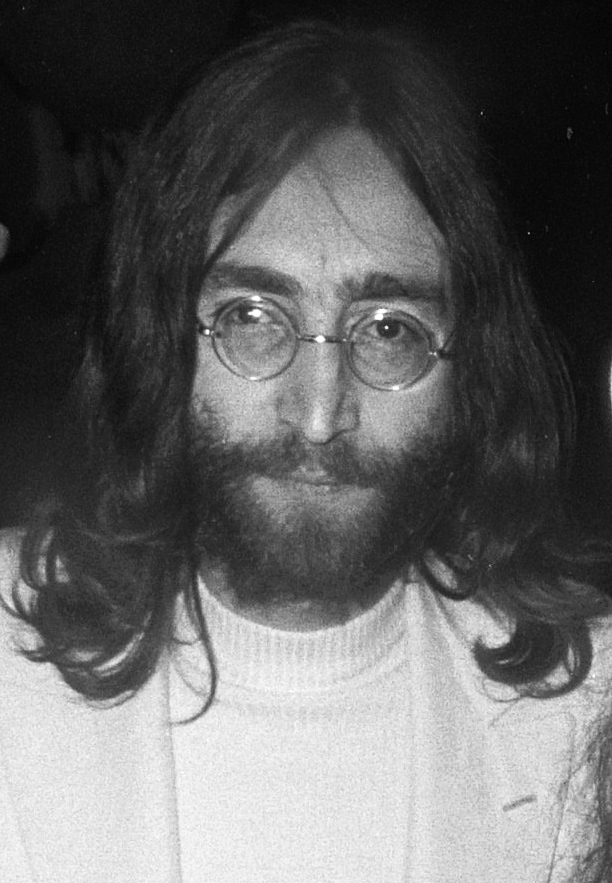
27. Джон Леннон 1940 — 1980 британський співак.
28. Чжуге Лян 181 — 234 китайський стратег.
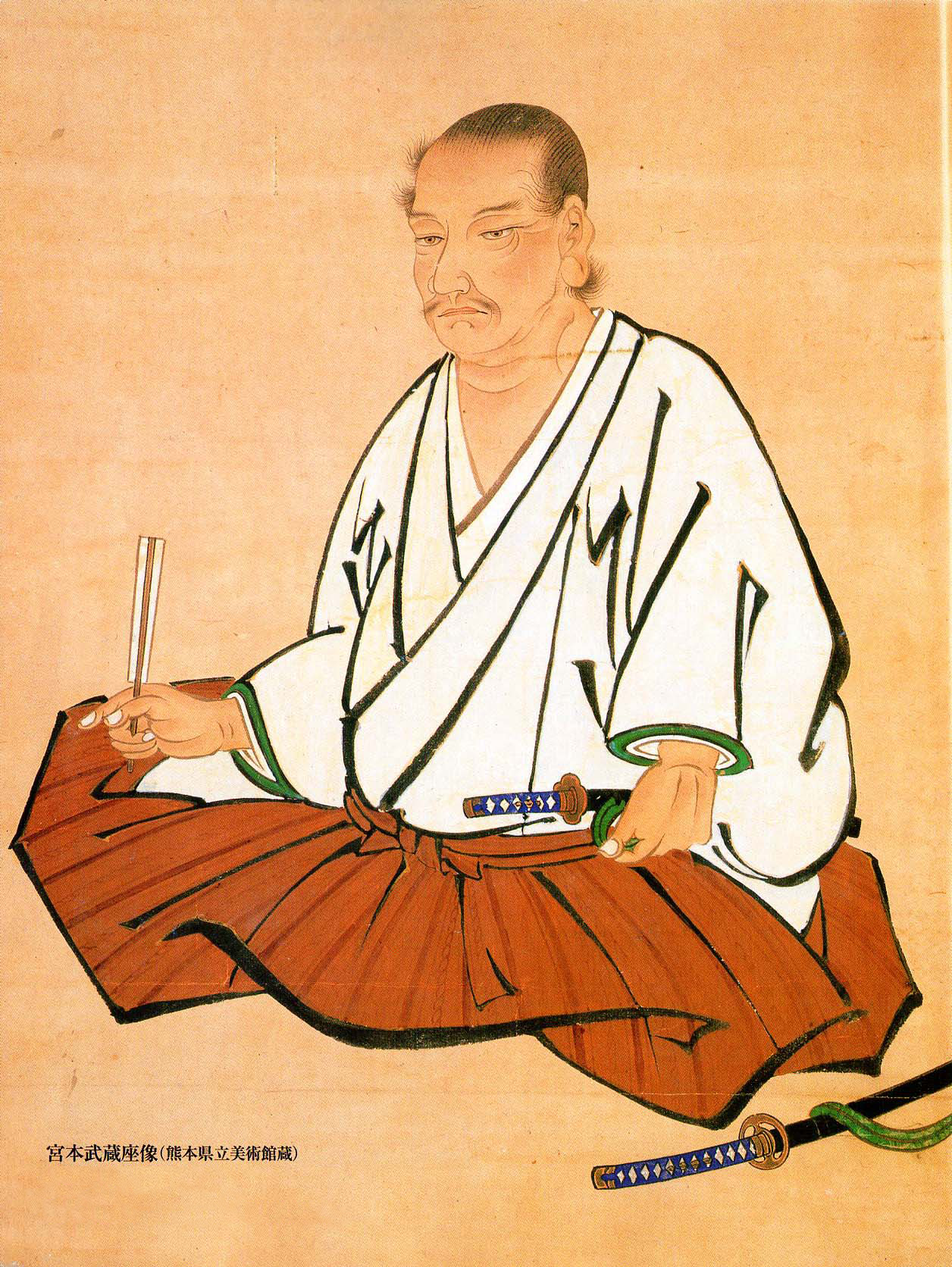
29. Міямото Мусаші 1584 — 1645 самурай, фехтувальник.
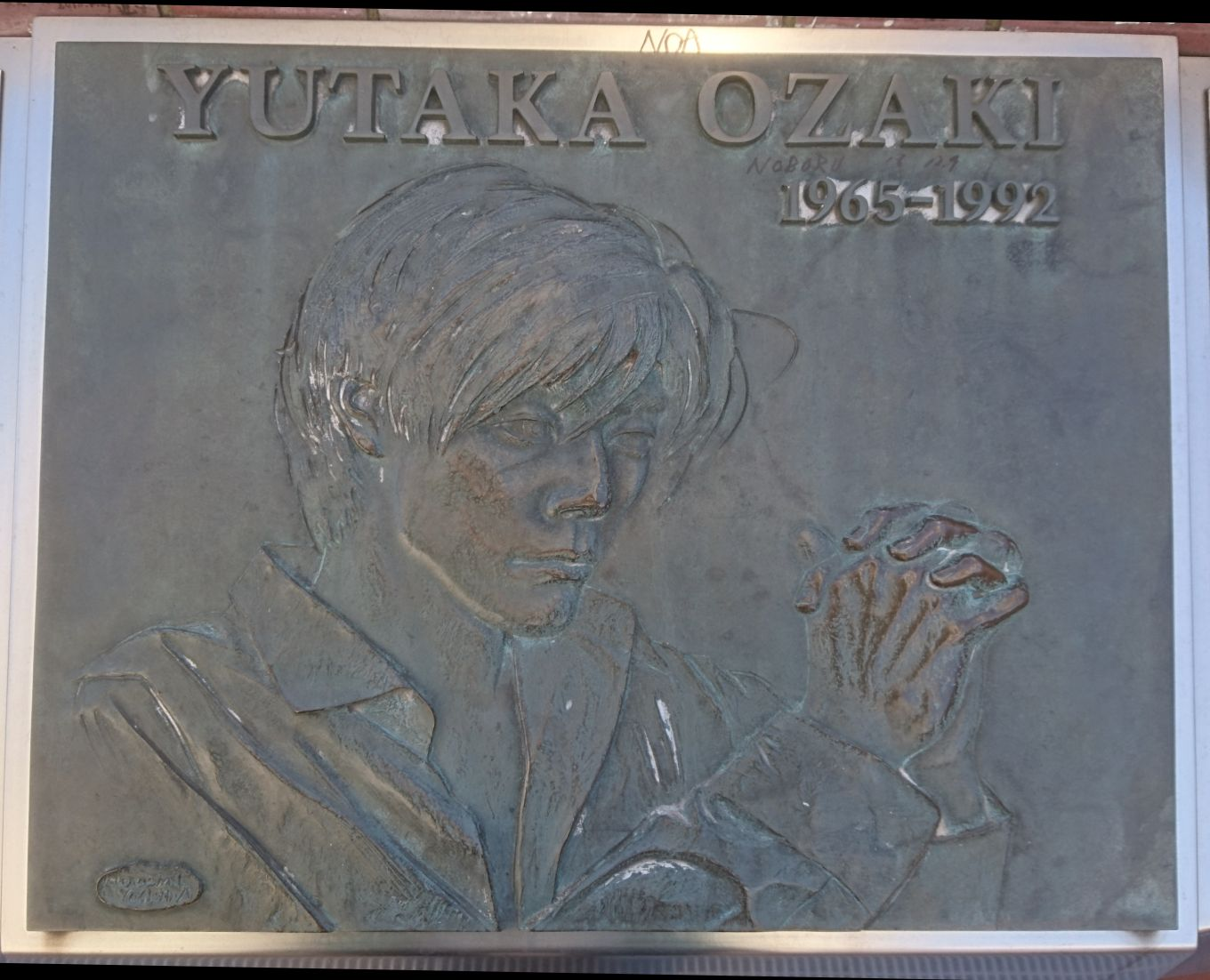
30. Одзакі Юката 1965 — 1992 музикант, співак.

### 31—40

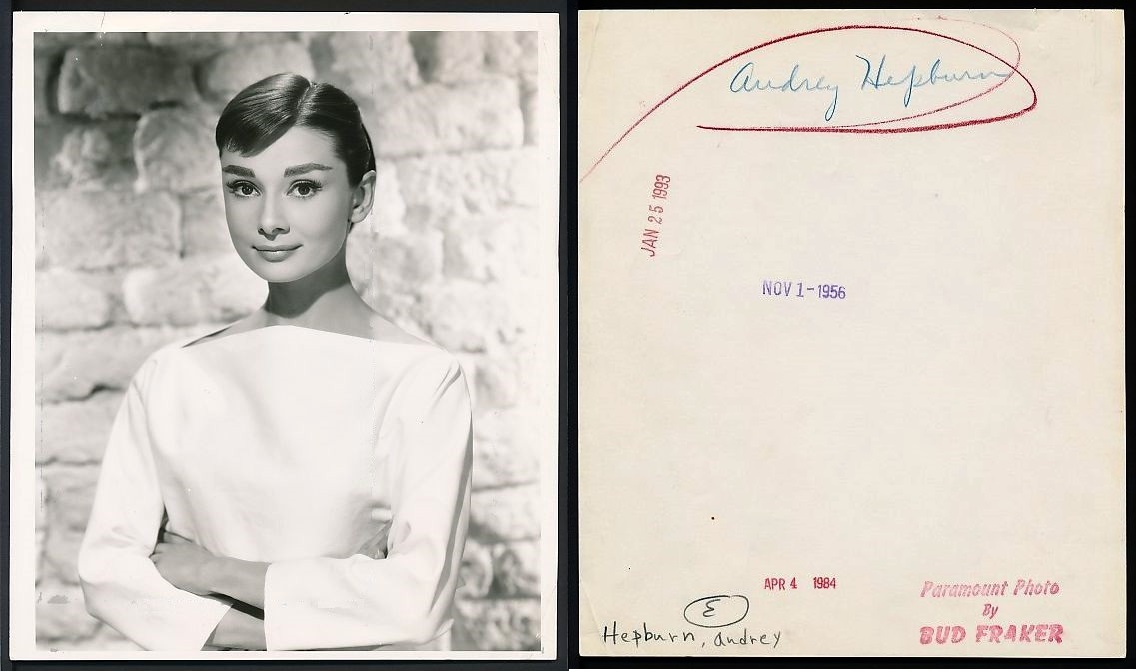
31. Одрі Гепберн 1929 — 1993 британська акторка.
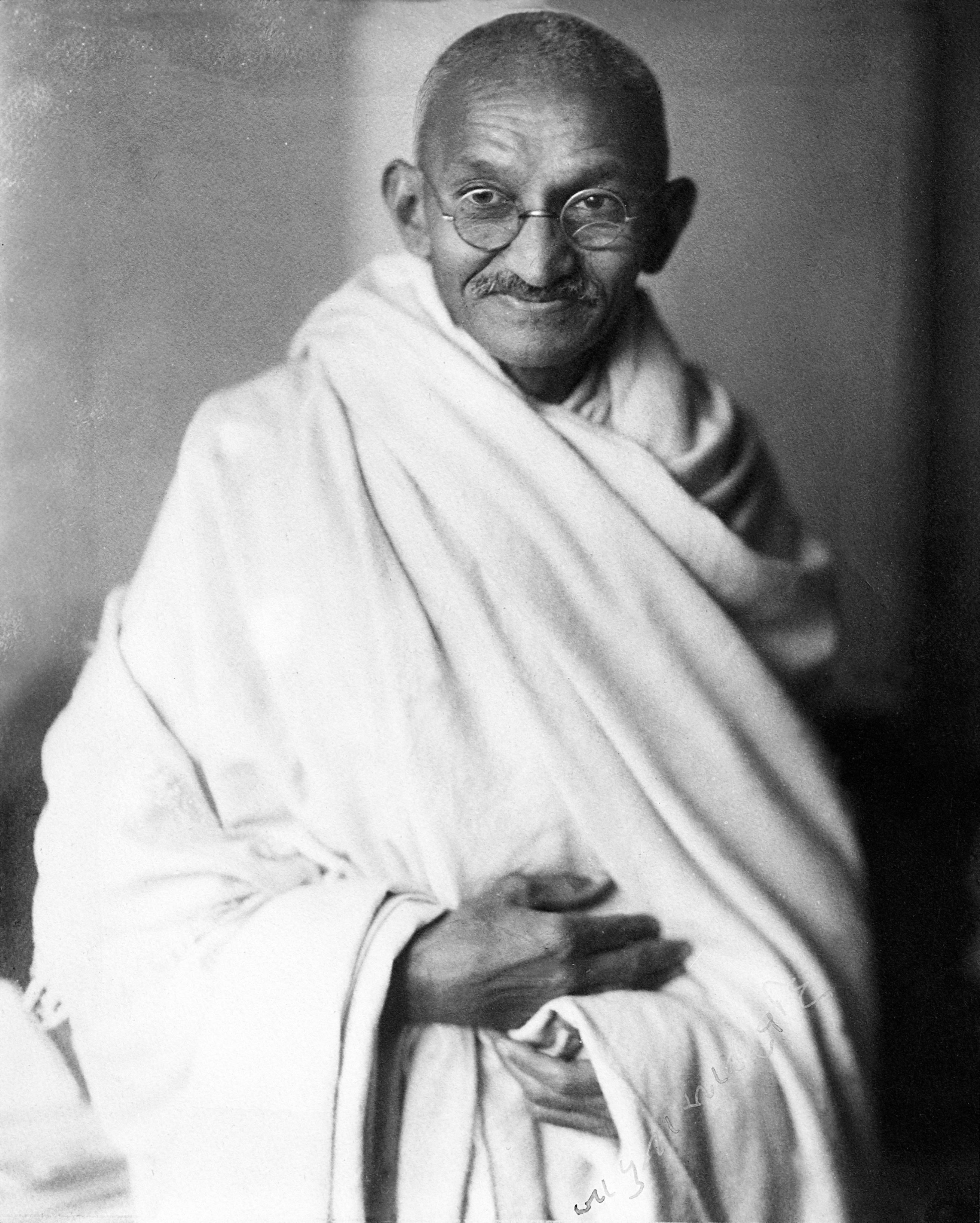
32. Магатма Ґанді 1869 — 1948 індійський політик.
33. Нацуме Сосекі 1867 — 1916 письменник.
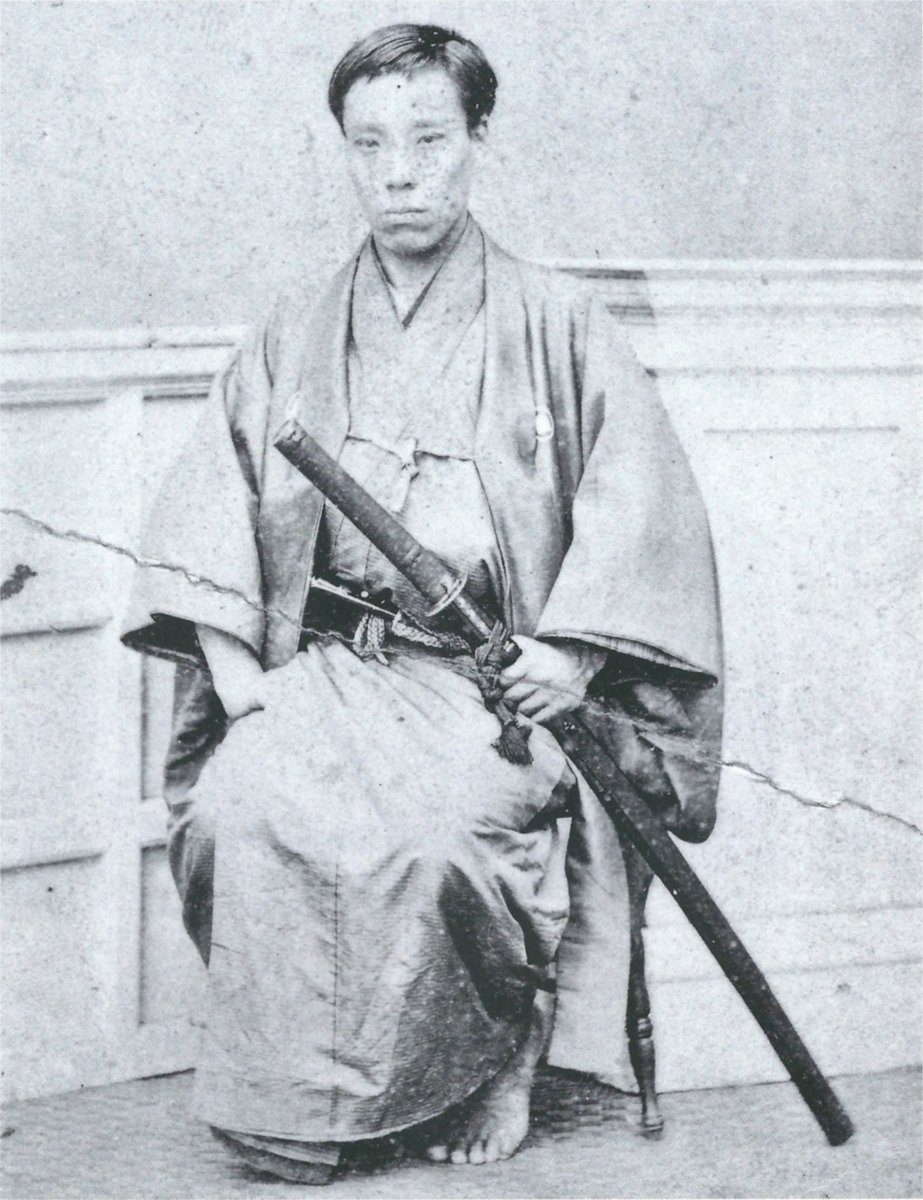
34. Такасуґі Шінсаку 1839 — 1867 самурай, реформатор.
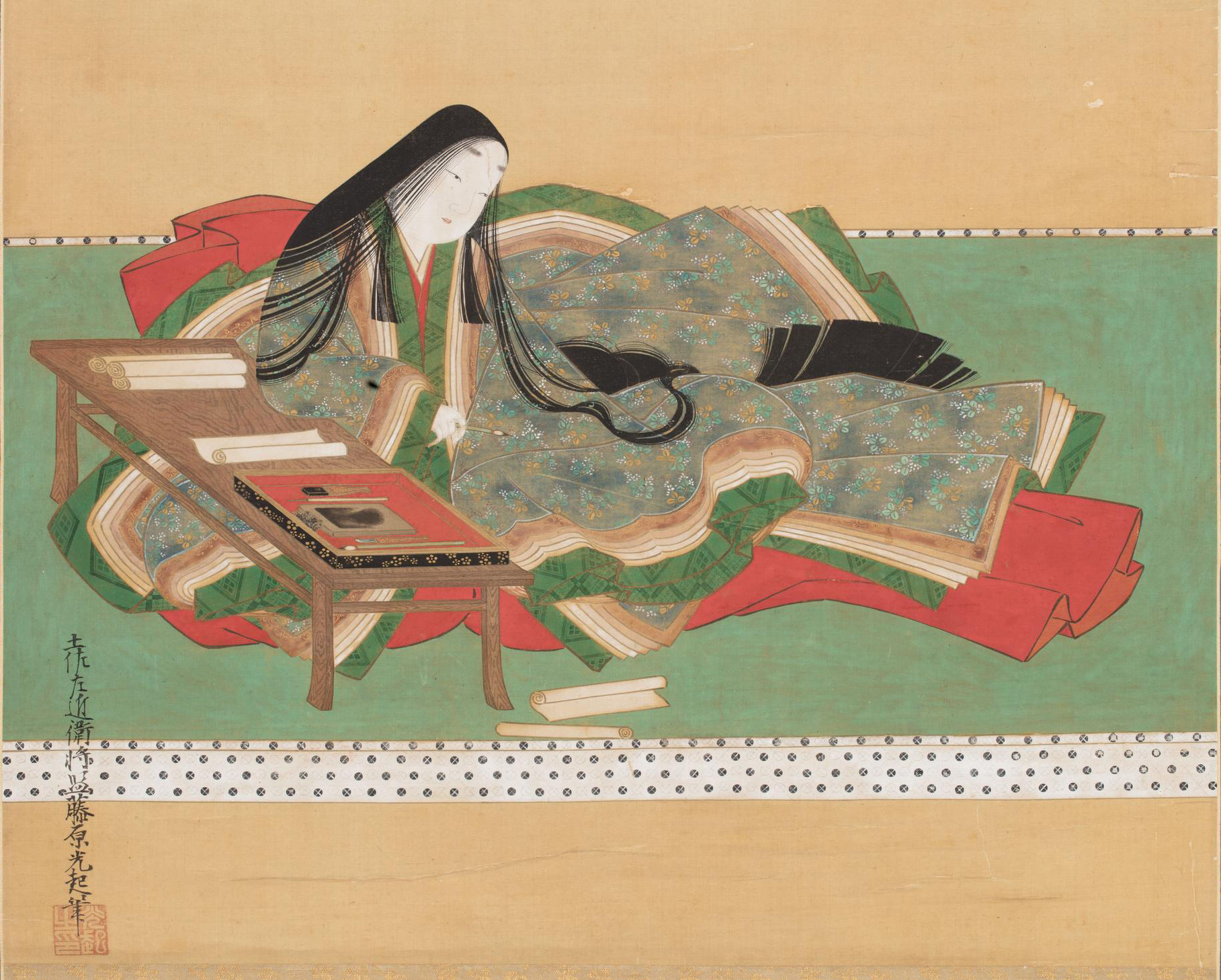
35. Мурасакі Шікібу ? — 1019? письменниця.
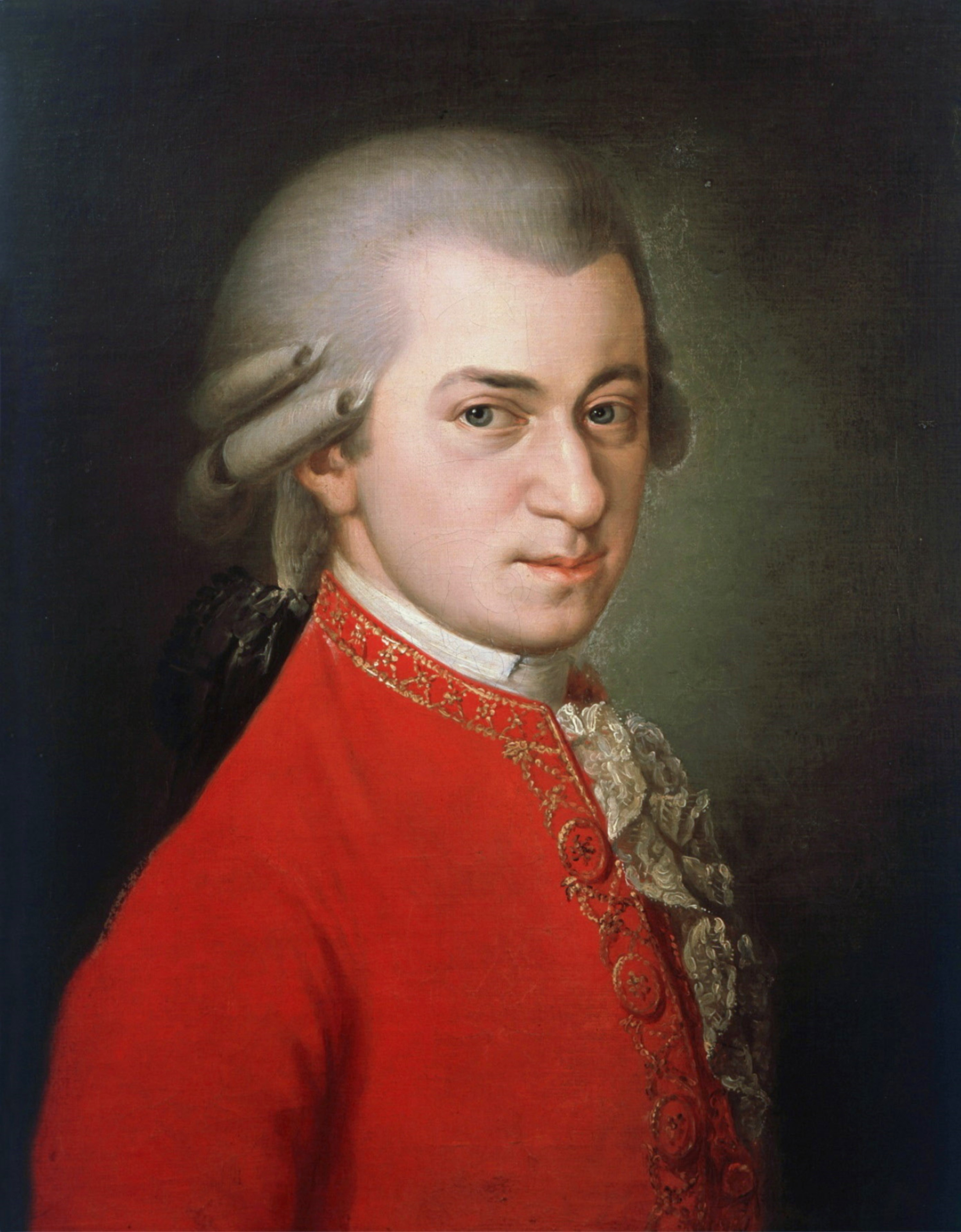
36. Моцарт 1756 — 1791 австрійський композитор.
37. Ямамото Ісороку1884 — 1943маршал, флотоводець.37. Ямамото Ісороку 1884 — 1943 маршал, флотоводець.
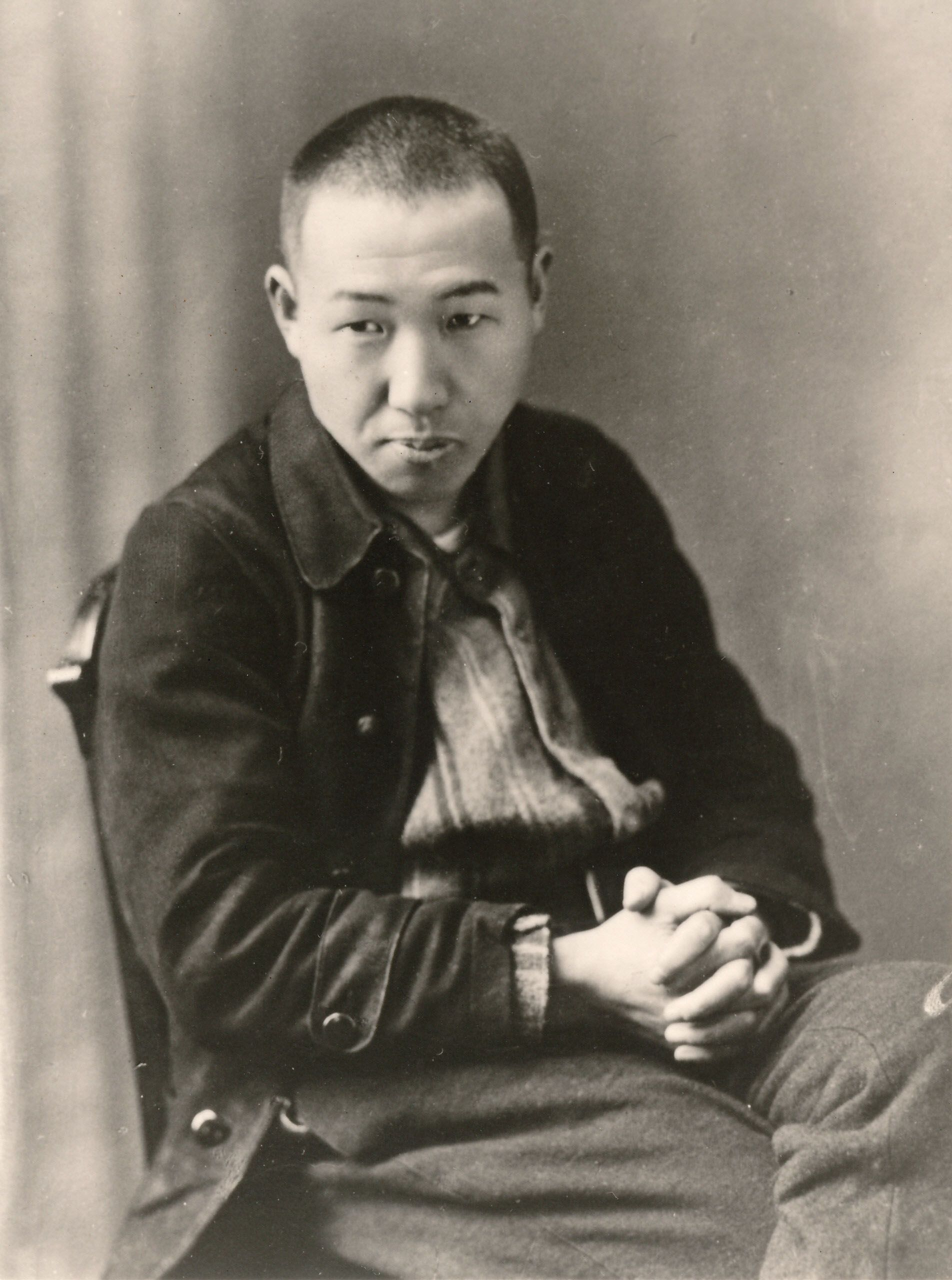
38. Міядзава Кенджі 1896 — 1933 письменник.
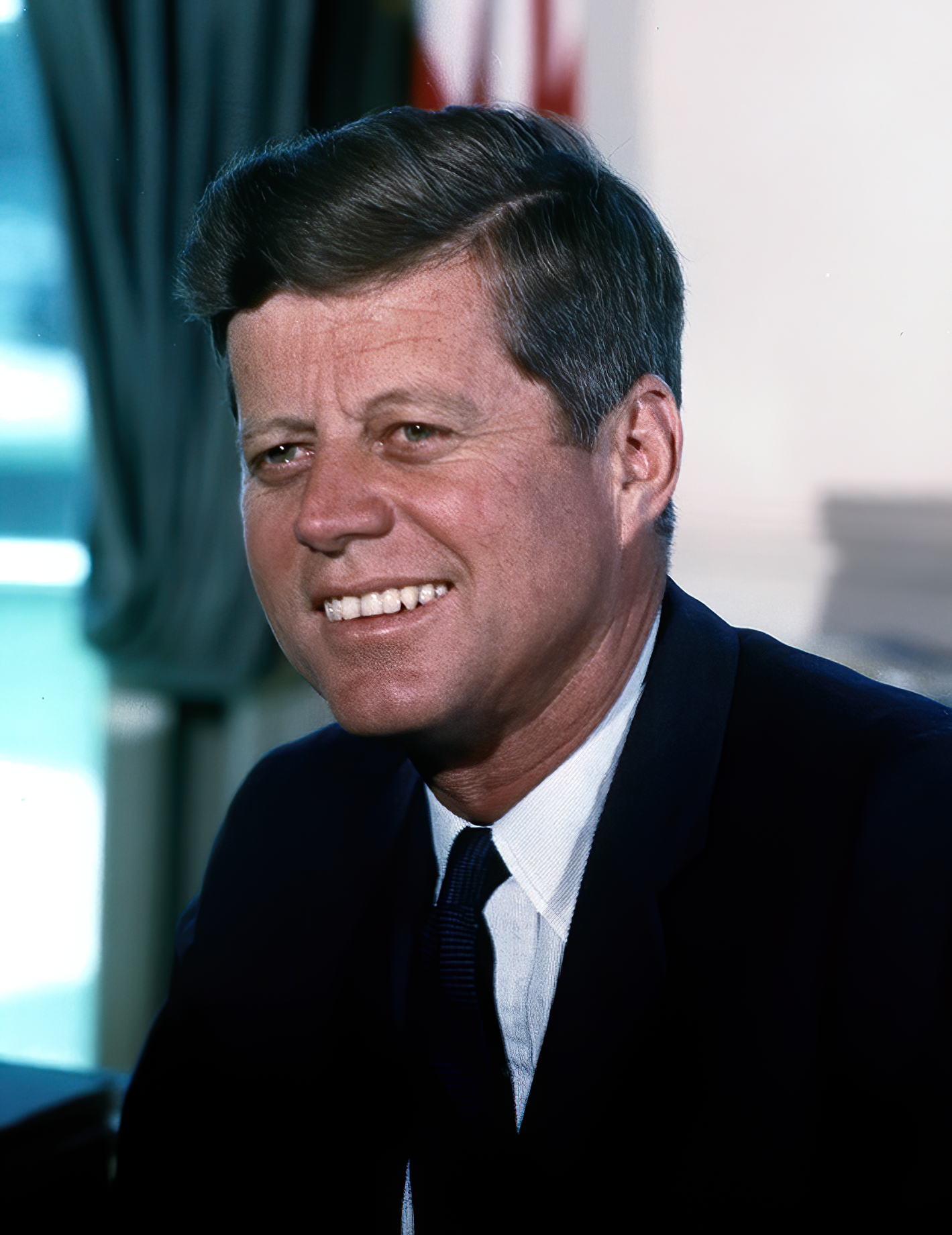
39. Джон Кеннеді 1917 — 1963 американський президент.
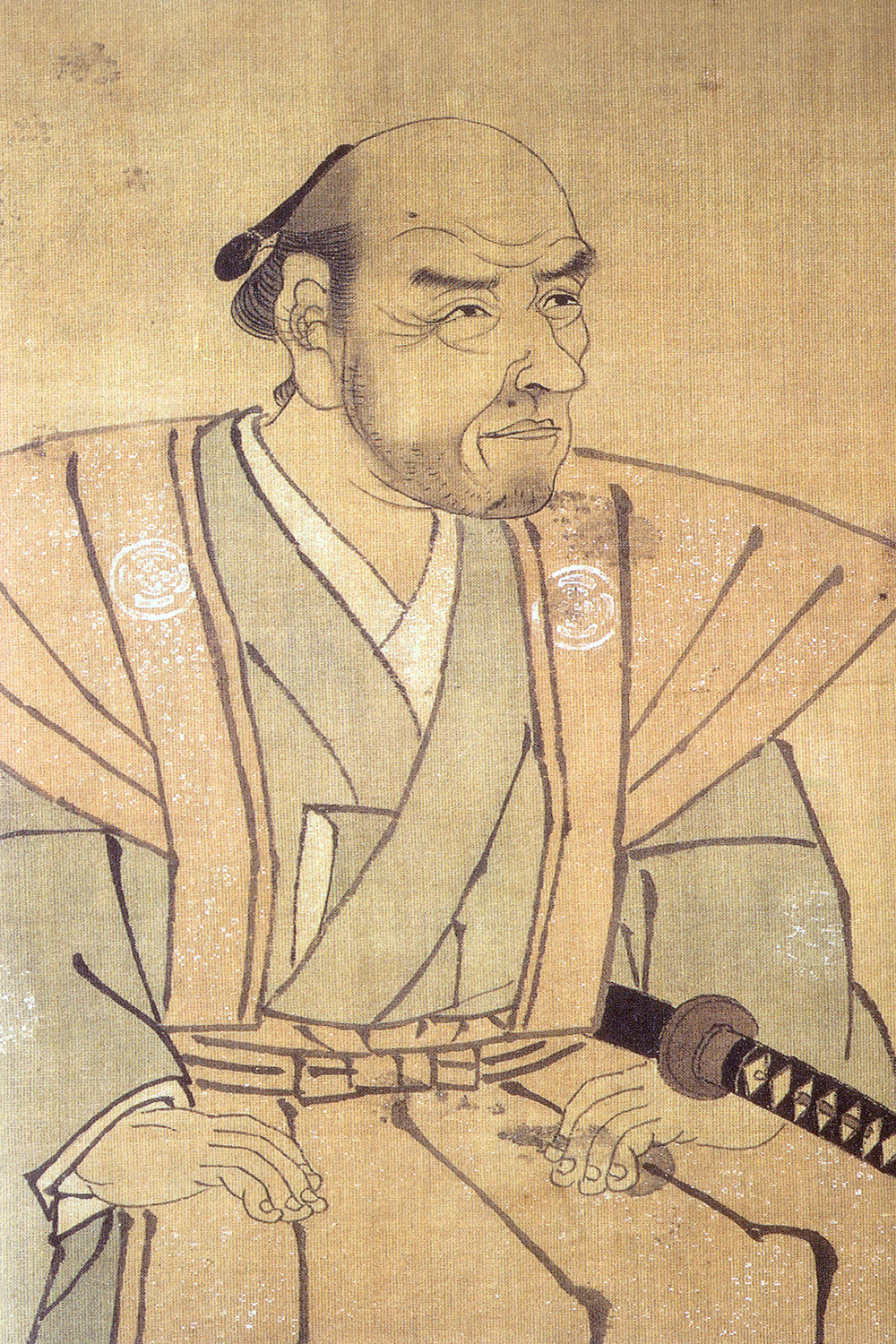
40. Ніномія Сонтоку 1787 — 1856 мислитель, економіст.

### 41—50

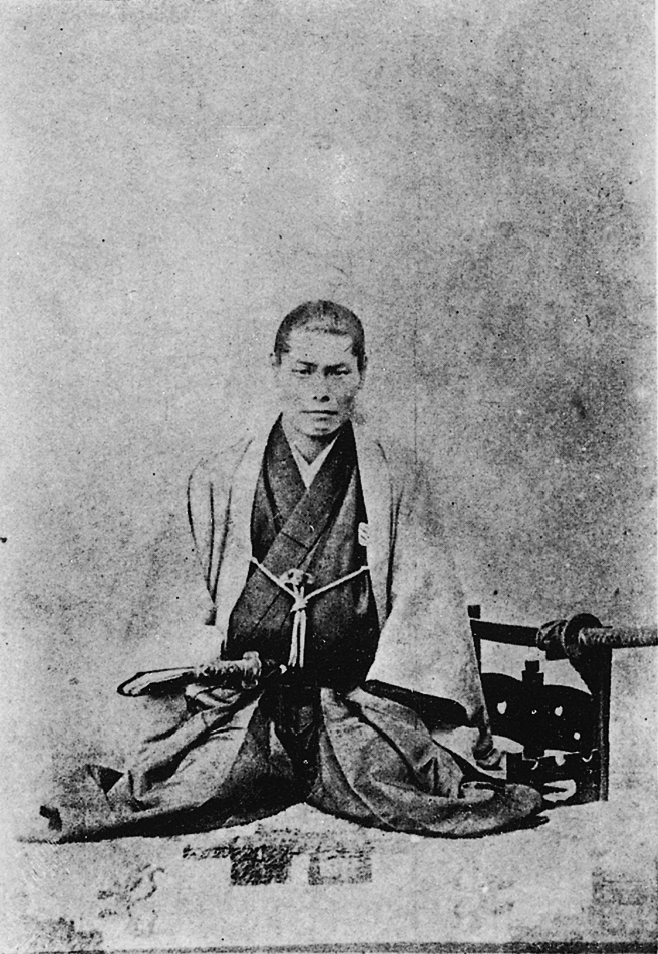
41. Кондо Ісамі 1834 — 1868 самурай, військовик.
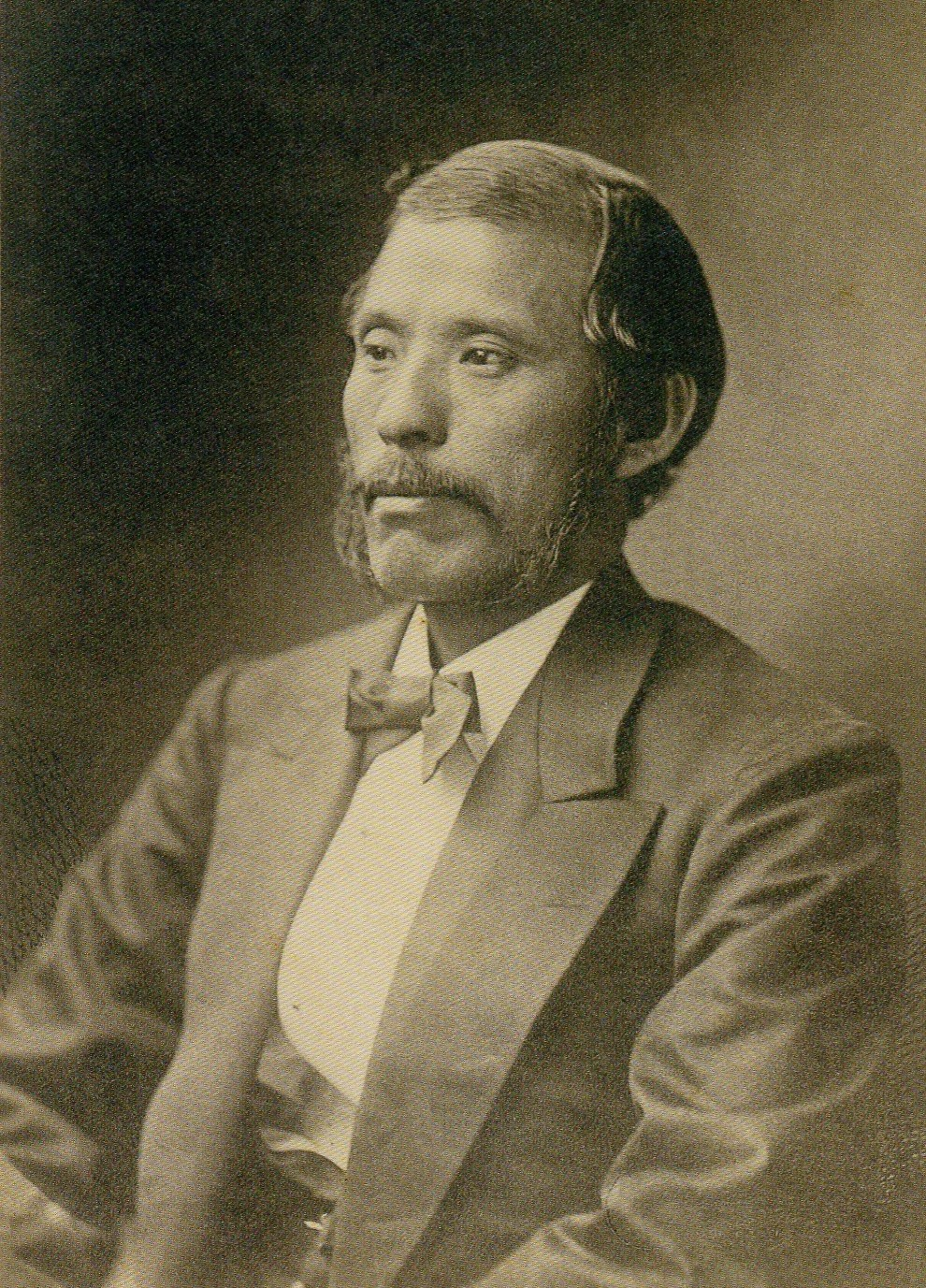
42. Окубо Тошімічі 1830 — 1878 самурай, політик, міністр.
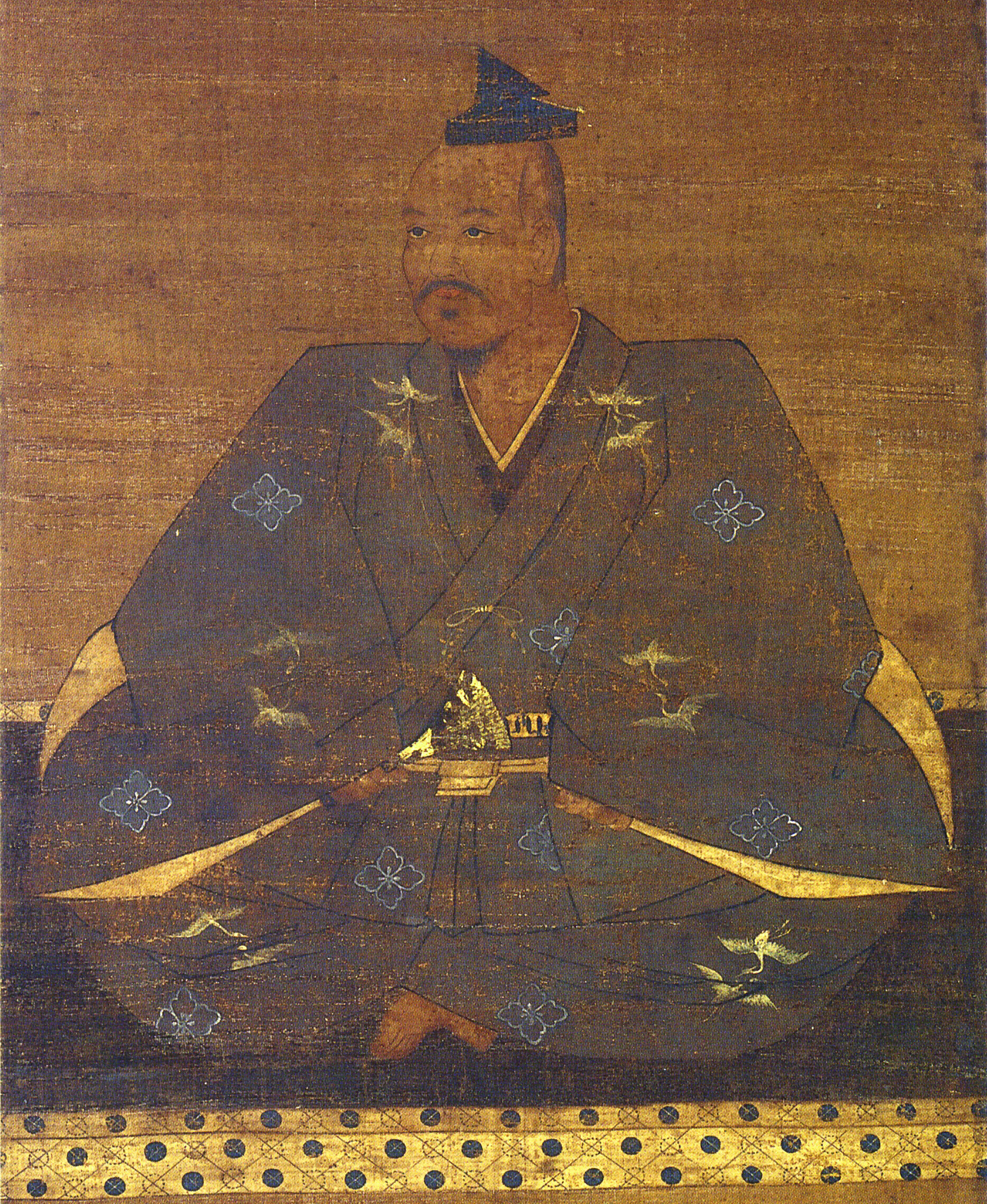
43. Такеда Шінґен 1521 — 1573 магнат, полководець.
44. Хіміко? — 248?яматайська цариця.44. Хіміко ? — 248? яматайська цариця.
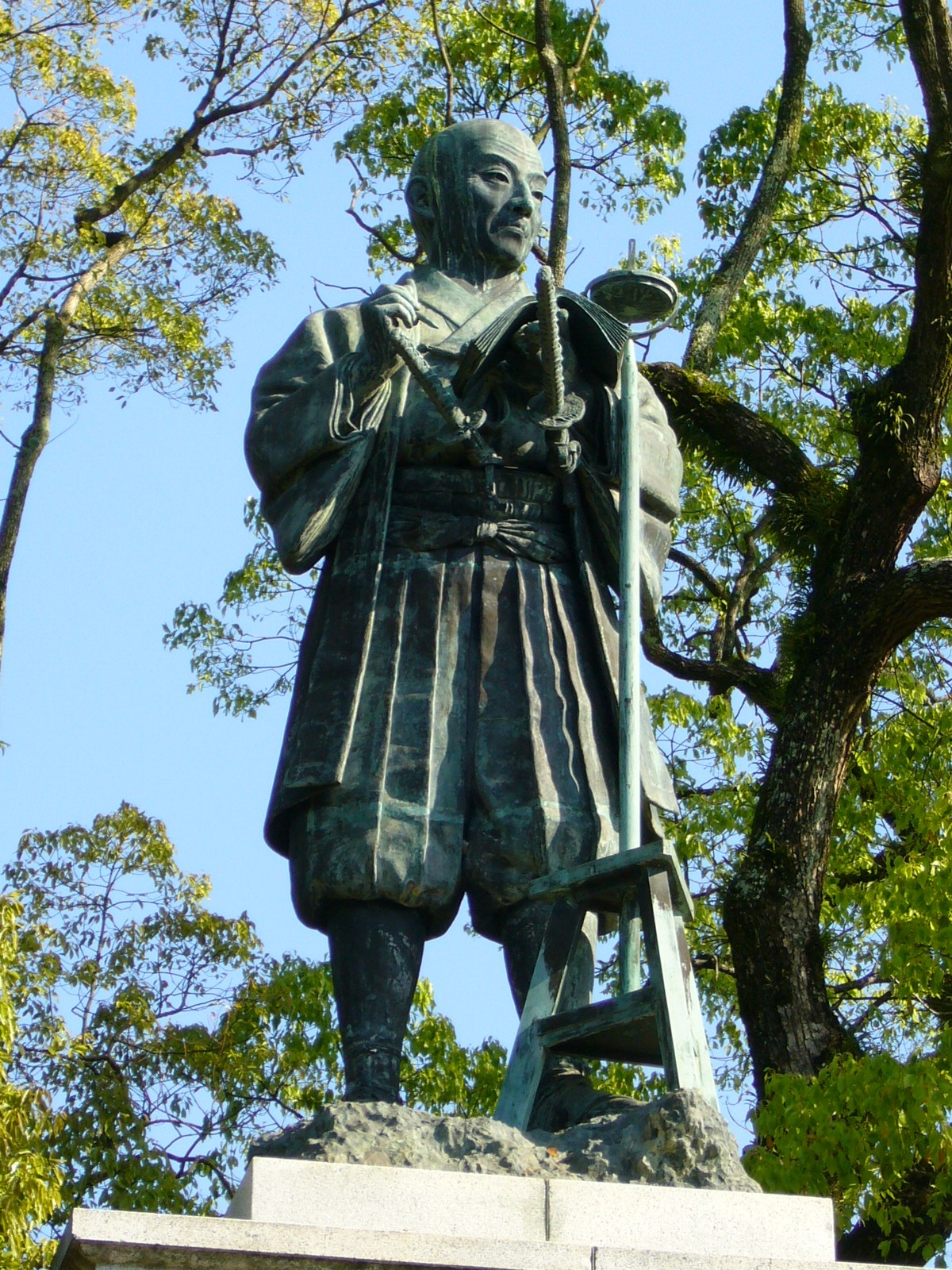
45. Іно Тадатака 1745 — 1818 картограф.
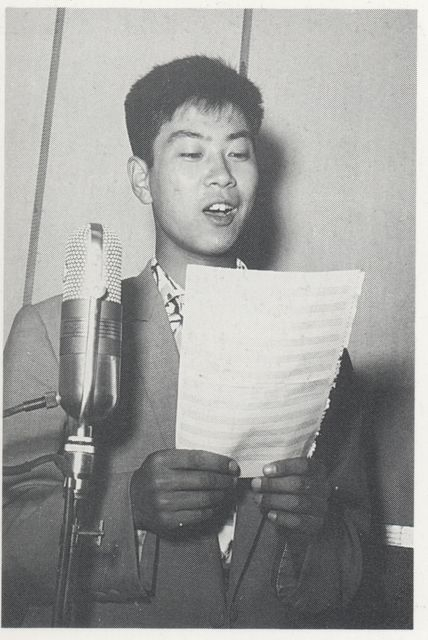
46. Ішіхара Юджіро 1934 — 1987 актор, співак.
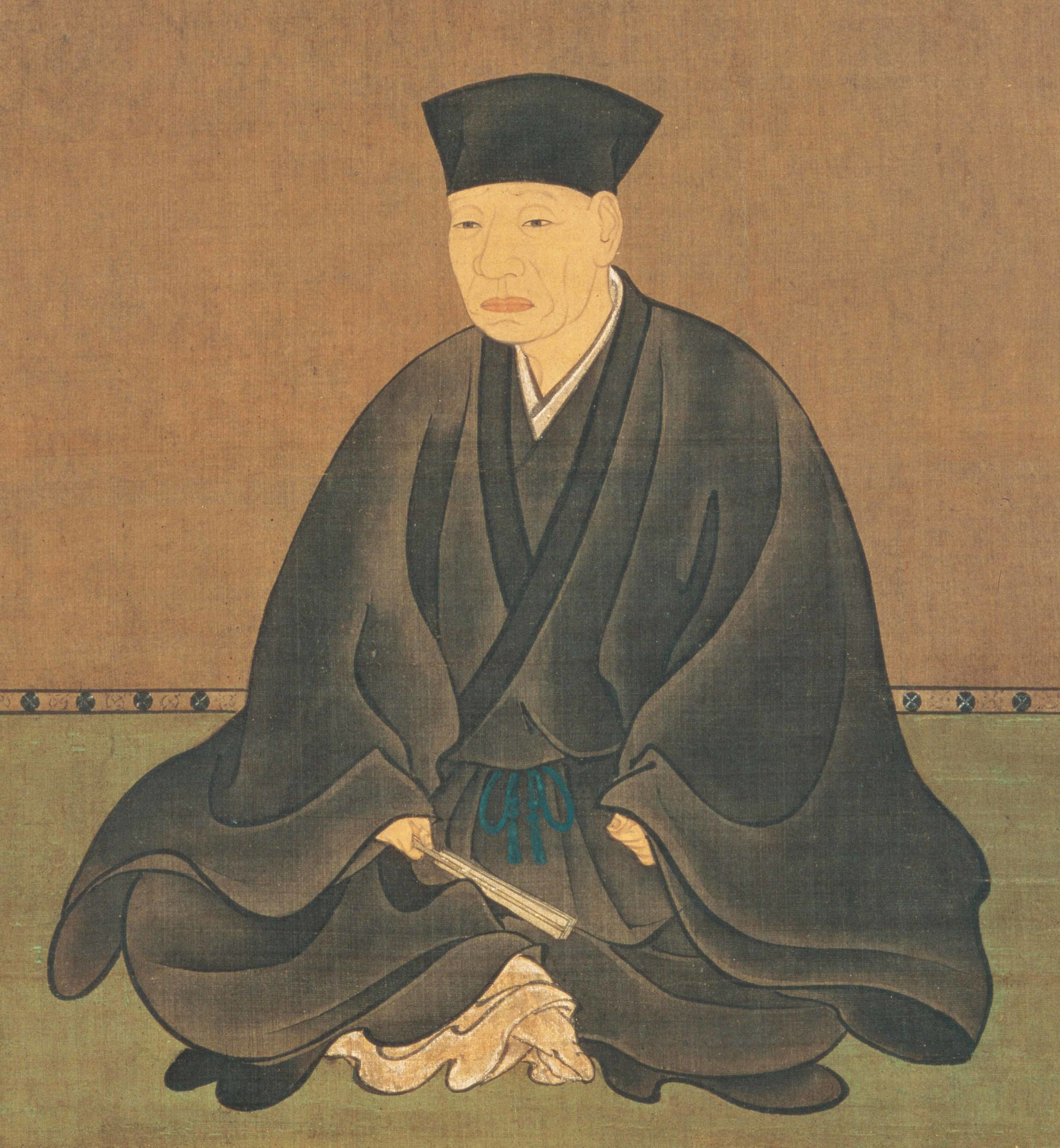
47. Сен-но Рікю 1522 — 1591 чайний майстер.
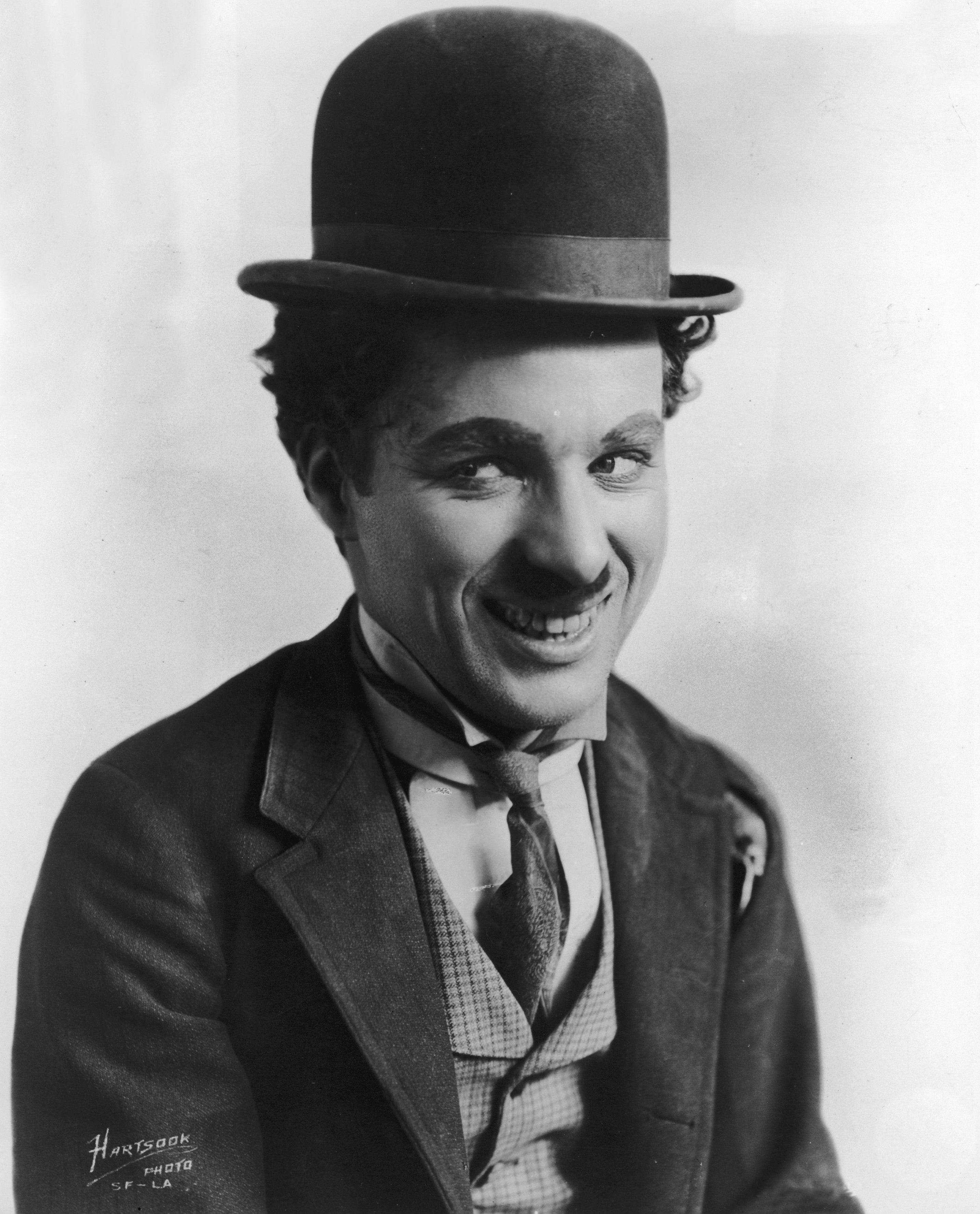
48. Чарлі Чаплін 1889 — 1977 британський комік.
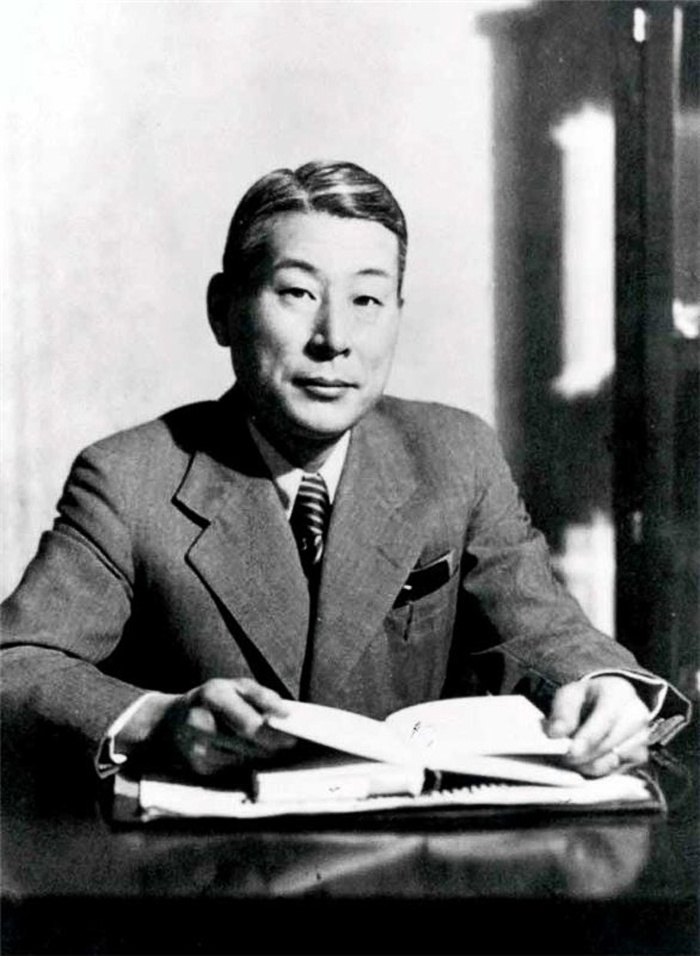
49. Суґіхара Чіуне 1900 — 1986 дипломат, праведник.
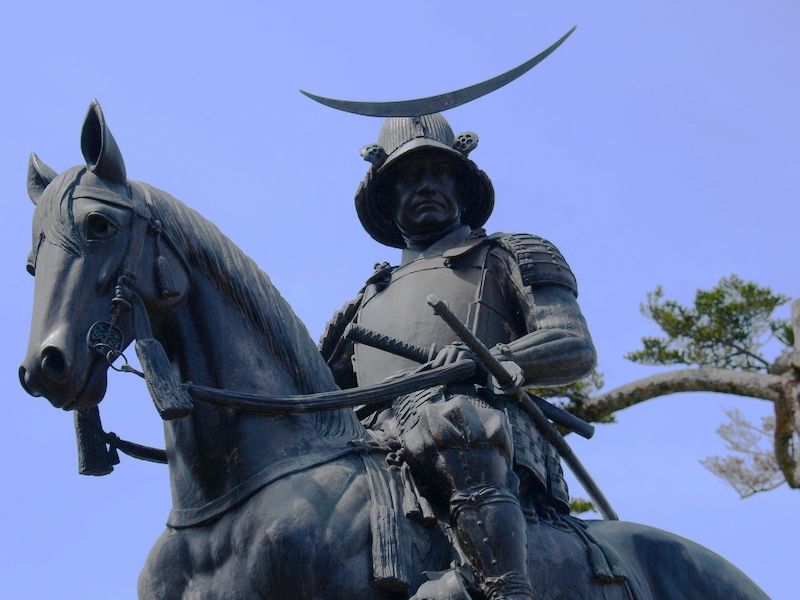
50. Дате Масамуне 1567 — 1636 магнат, полководець.

### 51—60

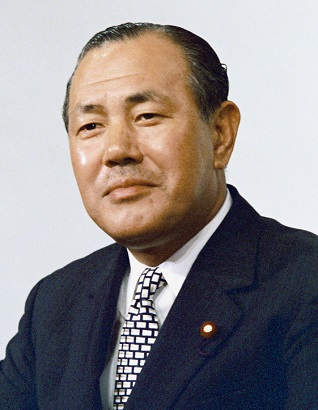
51. Танака Какуей 1918 — 1993 політик, прем'єр.
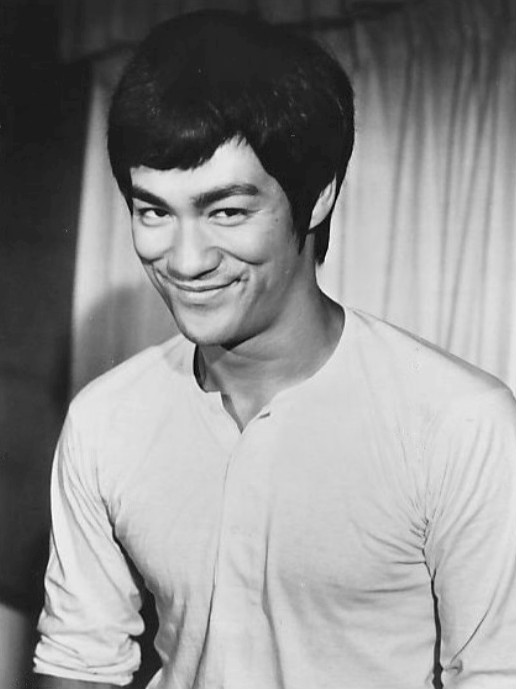
52. Брюс Лі 1940 — 1973 гонконзький актор.
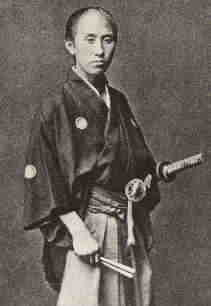
53. Окіта Соджі 1842 — 1868 самурай, військовик.
- 54. Мацуда Юсаку1949 — 1989актор.54. Мацуда Юсаку
1949 — 1989
актор.
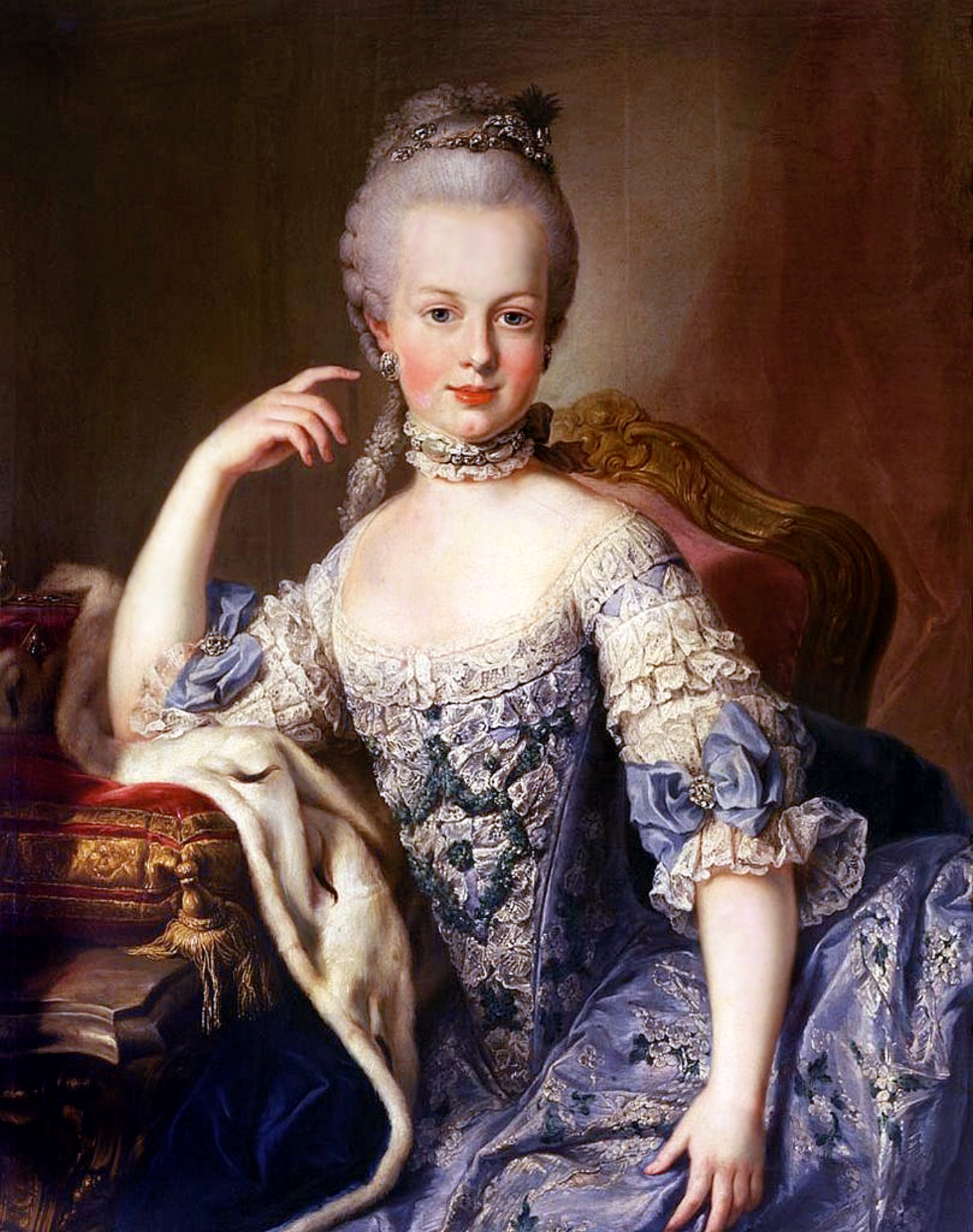
55. Марія-Антуанетта 1755 — 1793 французька королева.
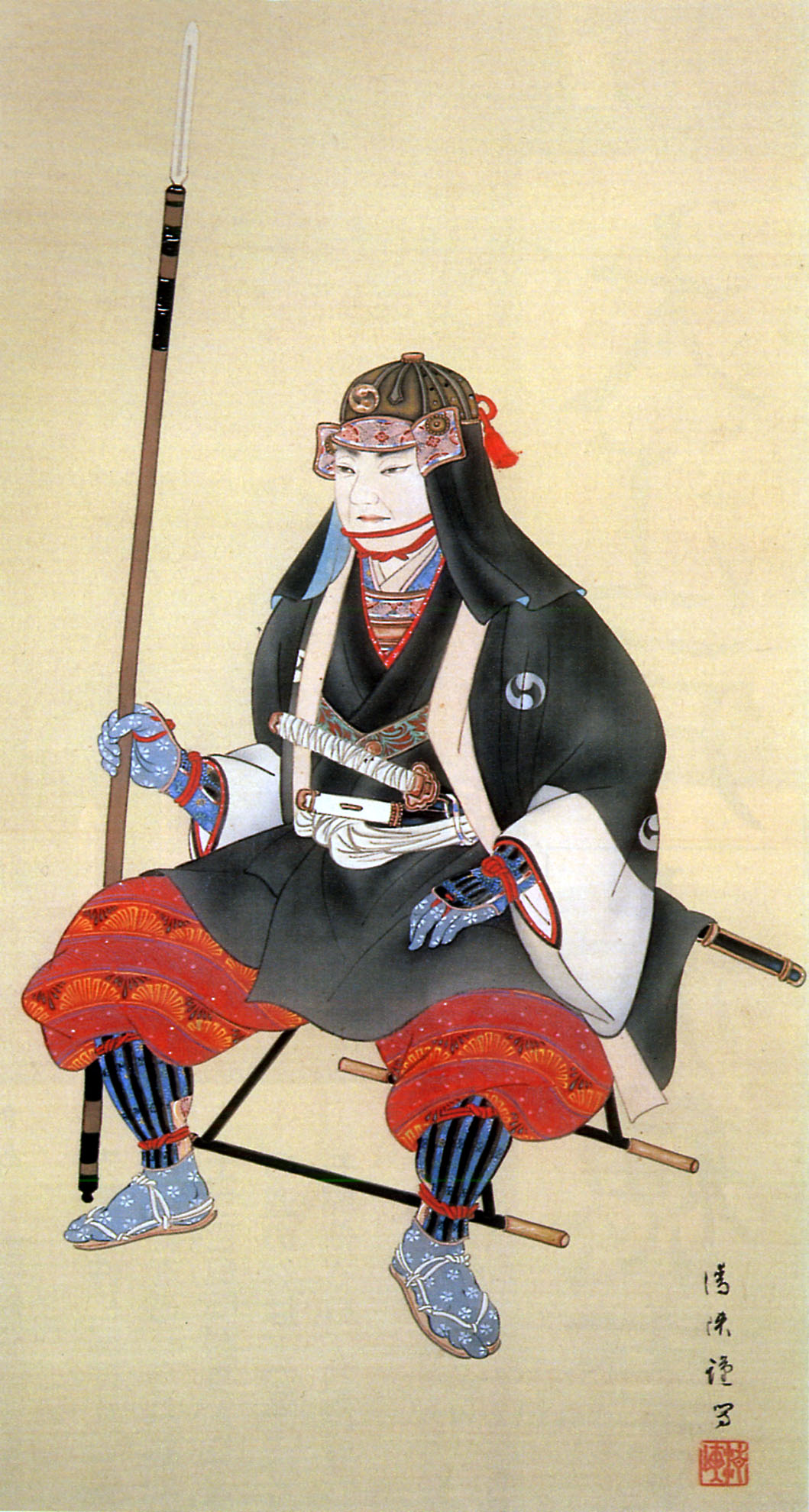
56. Оїші Йошіо 1659 — 1703 самурай, месник.
- 57. Ікарія Чьосуке1931 — 2004комік, музикант.57. Ікарія Чьосуке
1931 — 2004
комік, музикант.
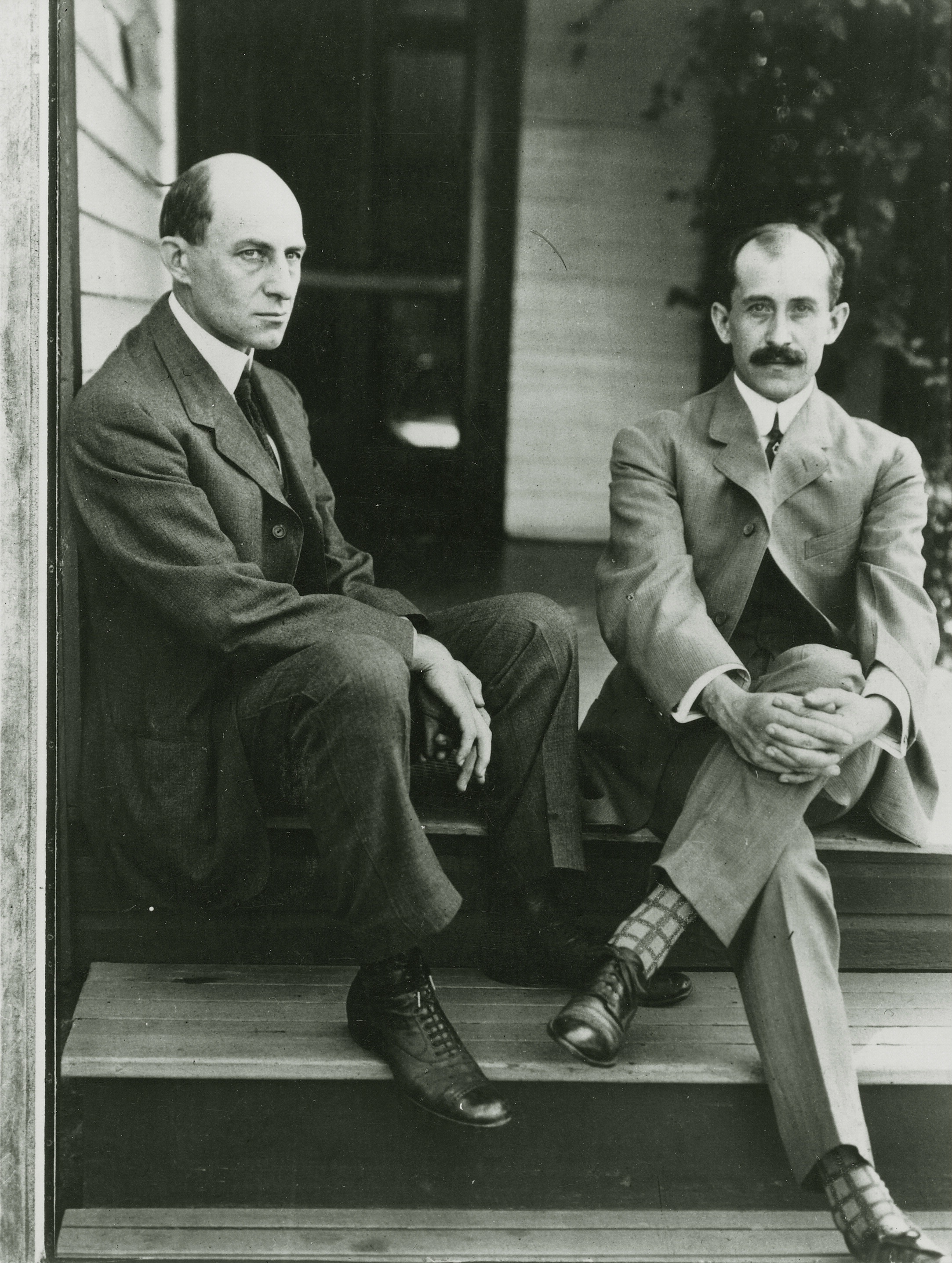
58. Вілбер і Орвіл Райти 1867—1912; 1871—1948 американські інженери.
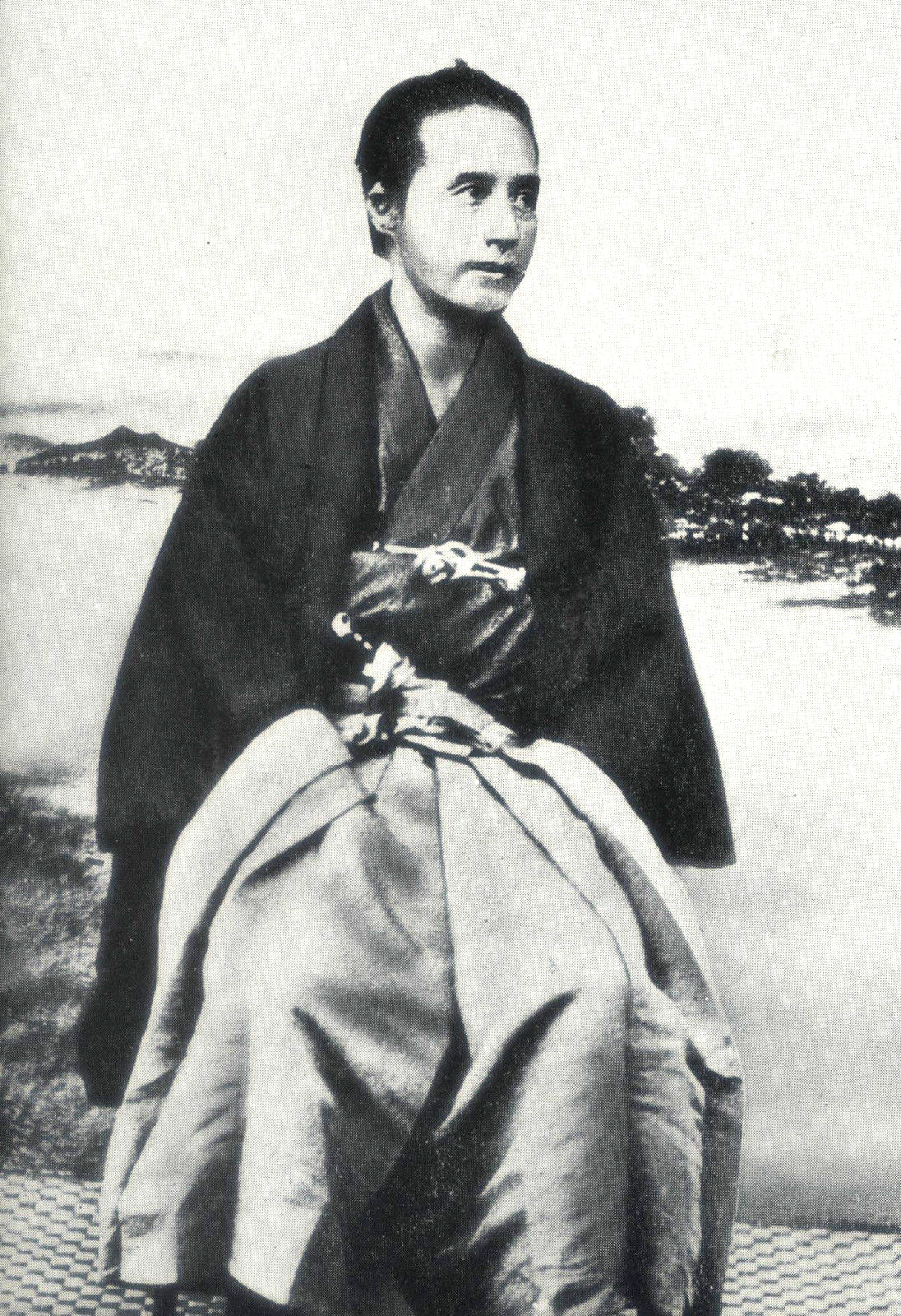
59. Кацу Кайшю 1823 — 1899 самурай, дипломат.
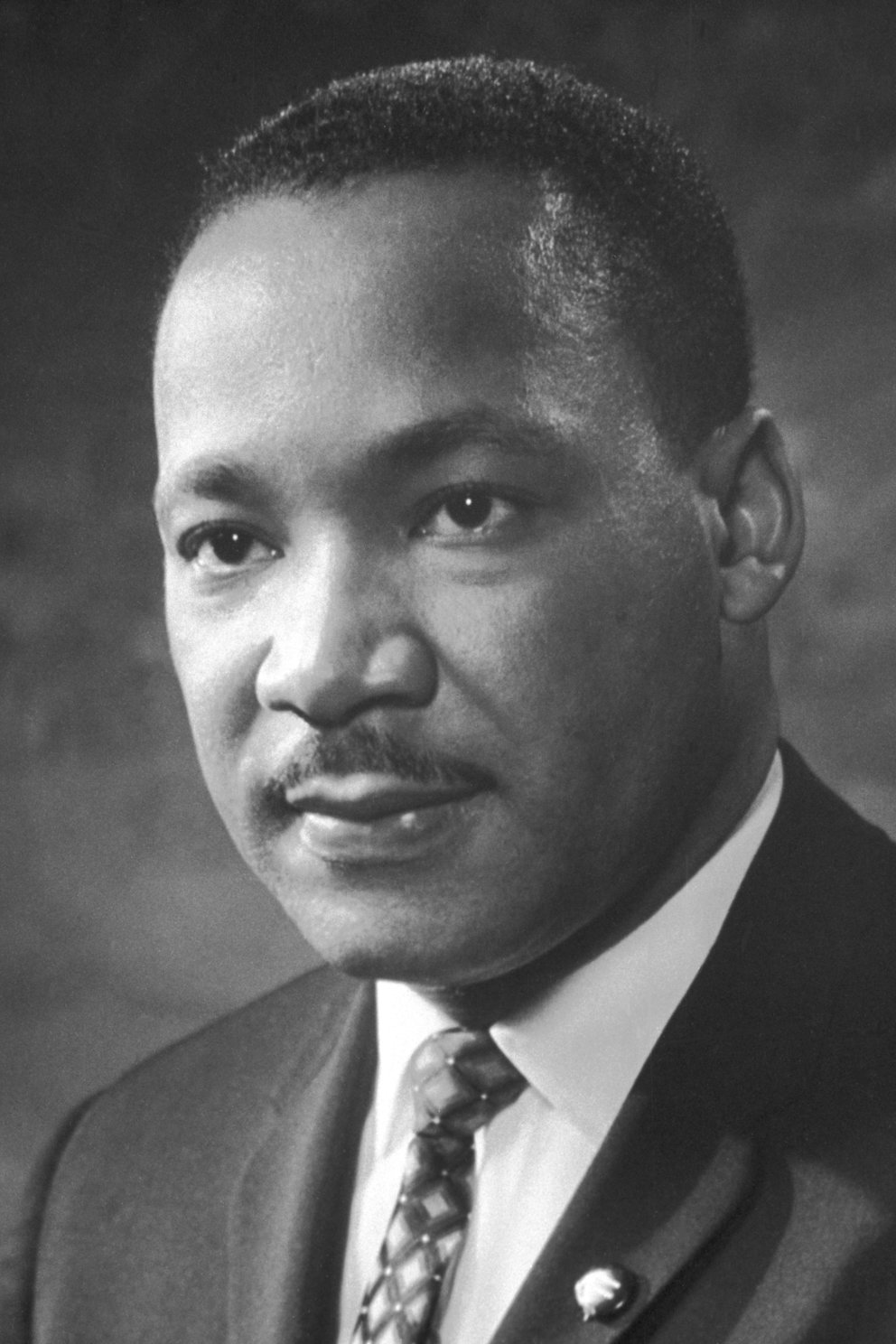
60. Мартін Лютер Кінг 1929 — 1968 американський пастор.

### 61—70

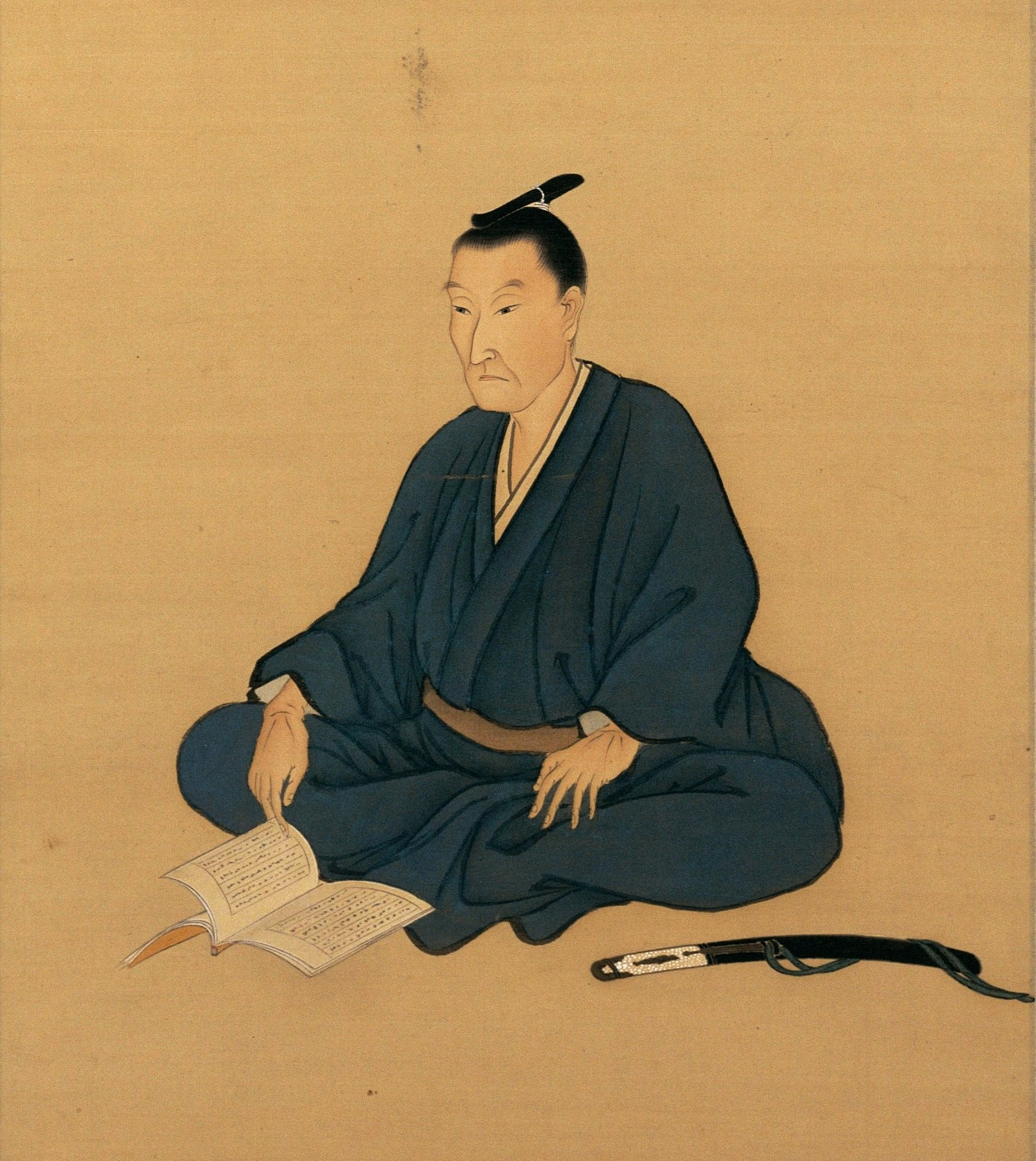
61. Йошіда Шьоїн 1830 — 1859 мислитель, освітянин.
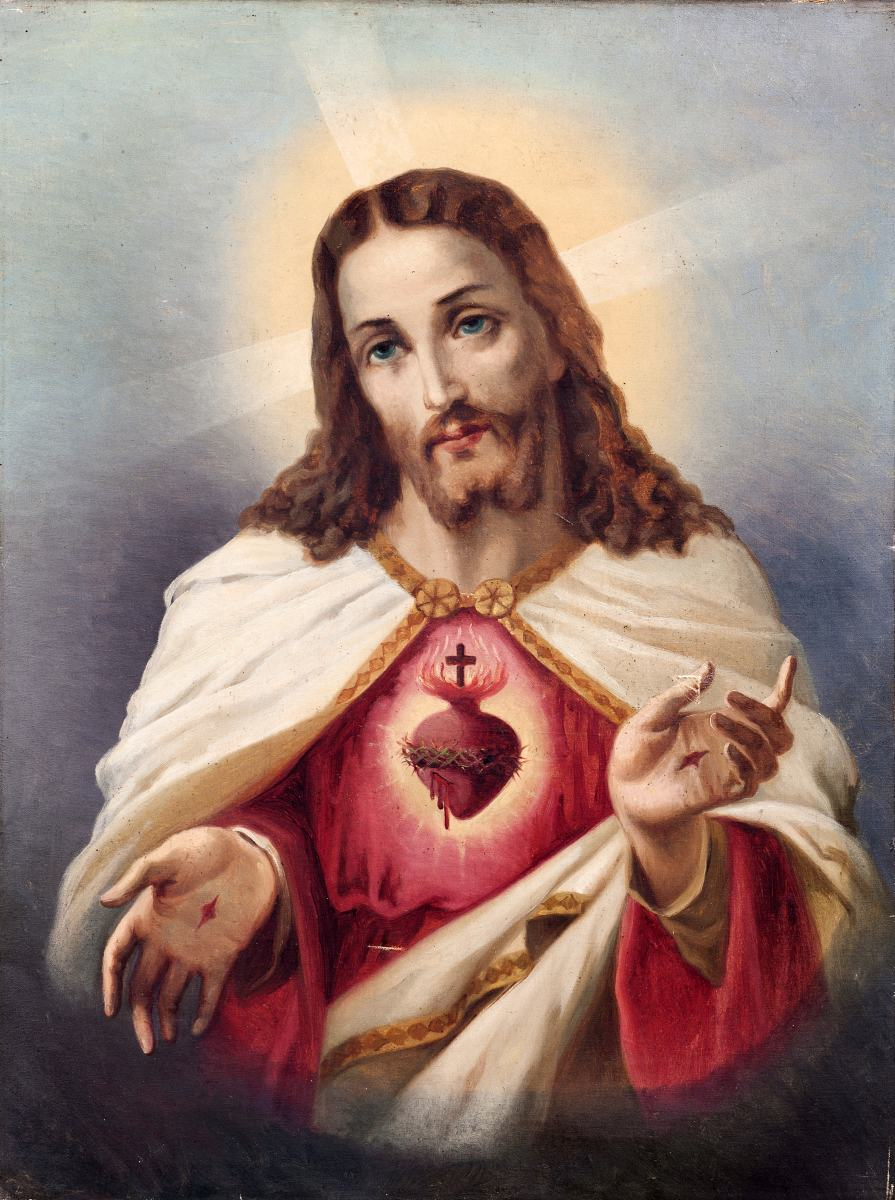
62. Ісус Христос 4 — 33 Спаситель світу.
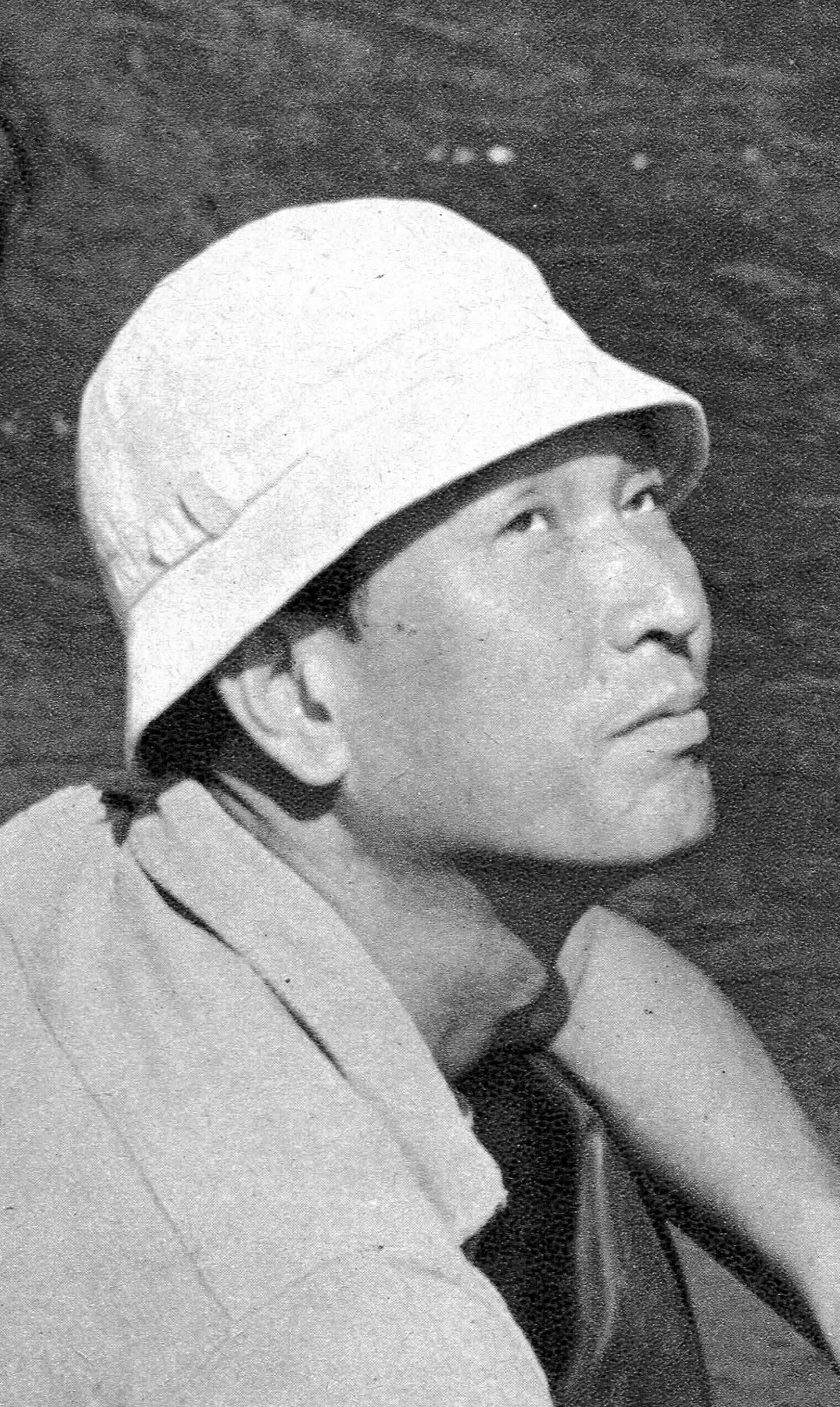
63. Куросава Акіра 1910 — 1998 кінорежисер.
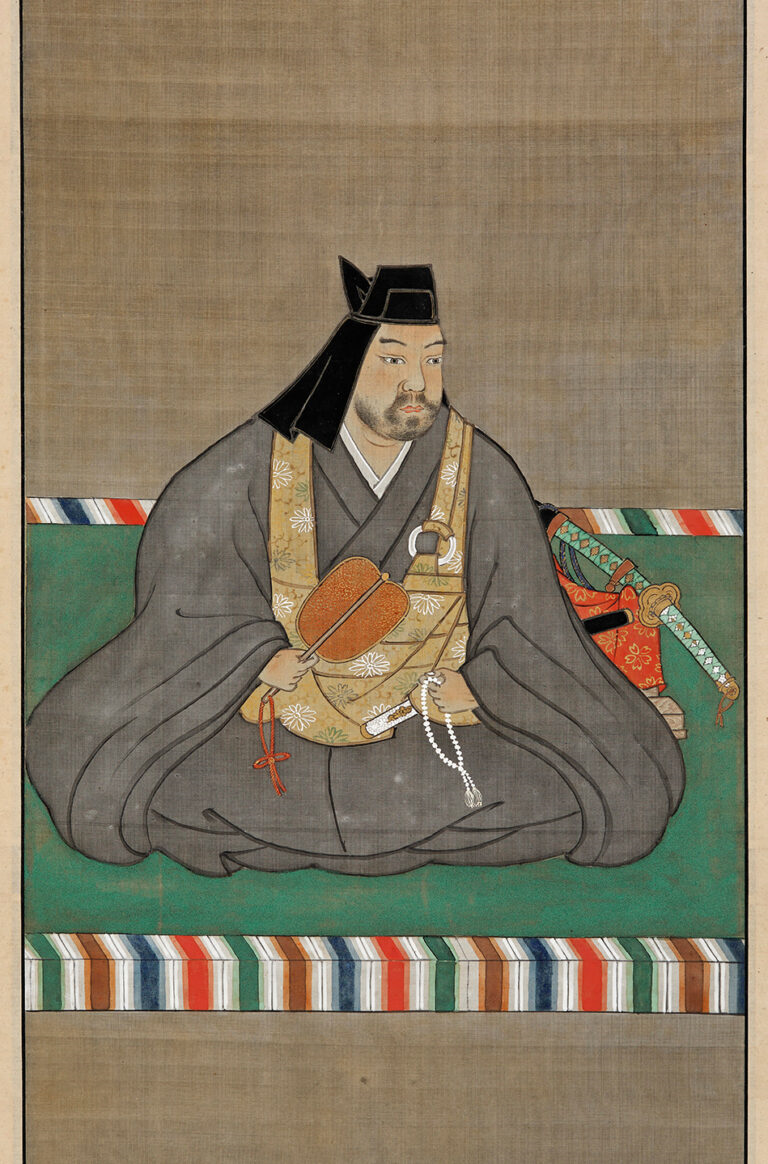
64. Уесуґі Кеншін 1530 — 1578 магнат, полководець.
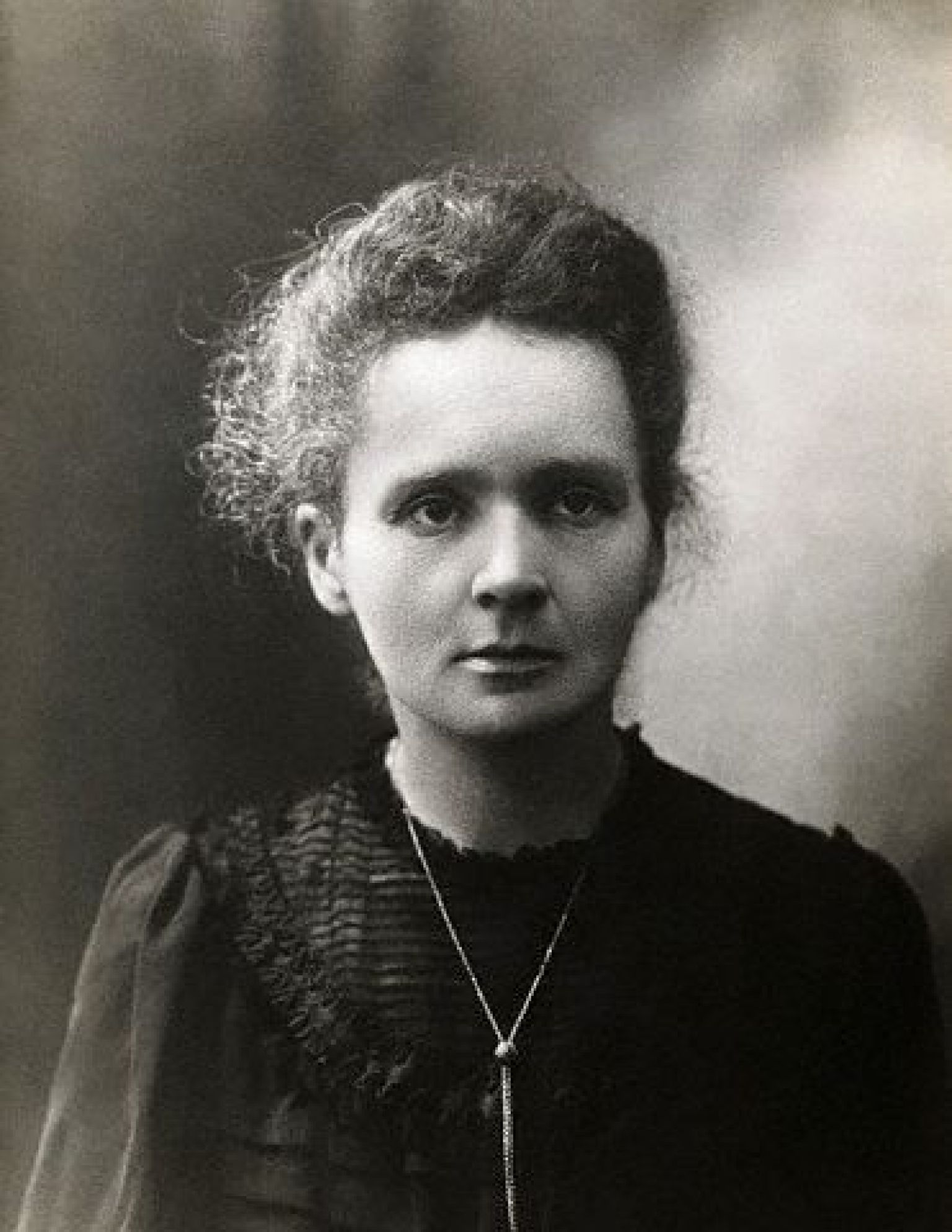
65. Марія Кюрі 1867 — 1934 французька вчена-фізик.
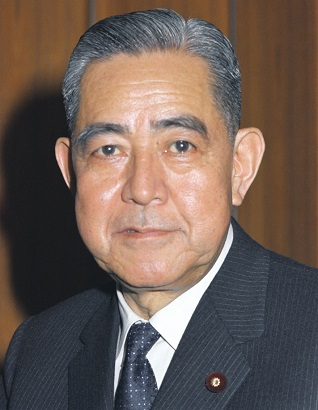
66. Сато Ейсаку 1901 — 1975 політик, прем'єр.
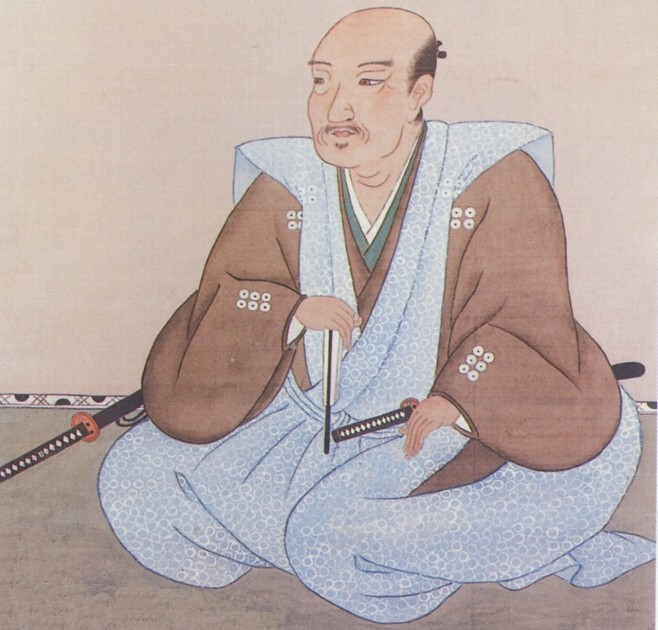
67. Санада Юкімура 1570? — 1615 самурай, військовик.
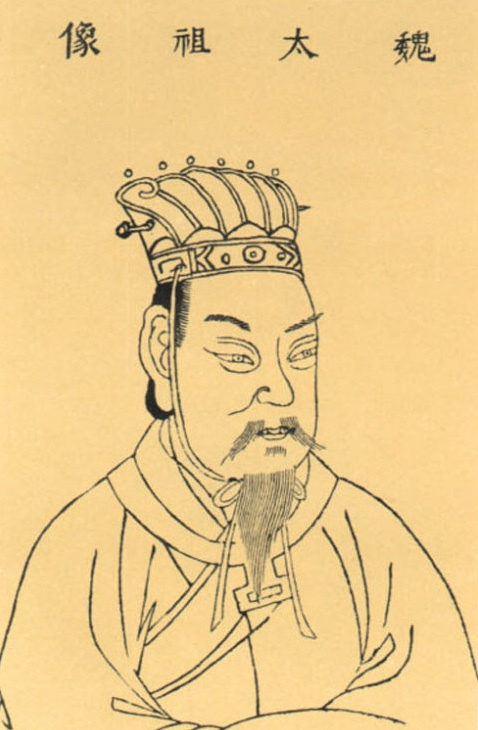
68. Цао Цао 155 — 220 китайський тиран.
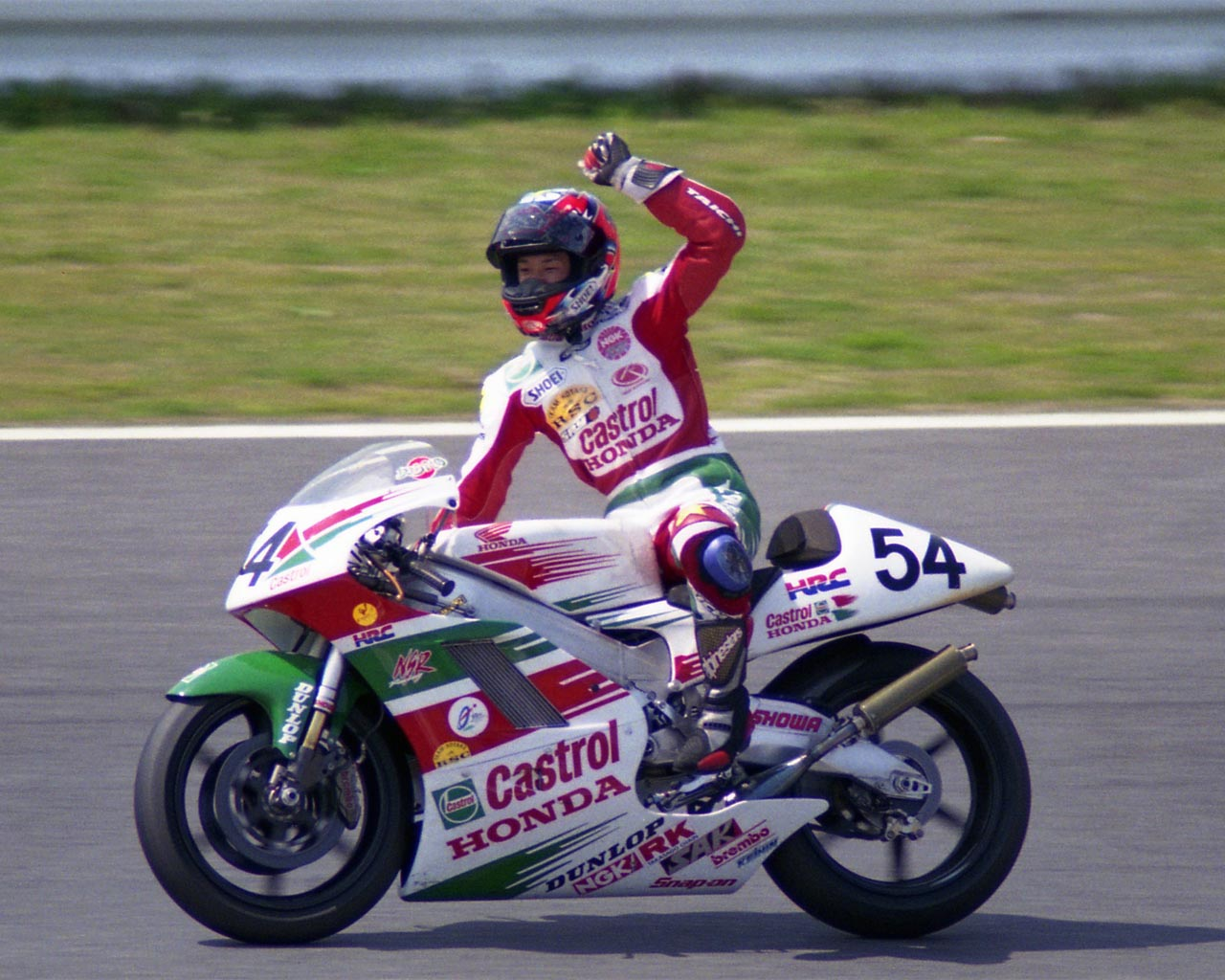
69. Като Дайджіро 1976 — 2003 мотогонщик.
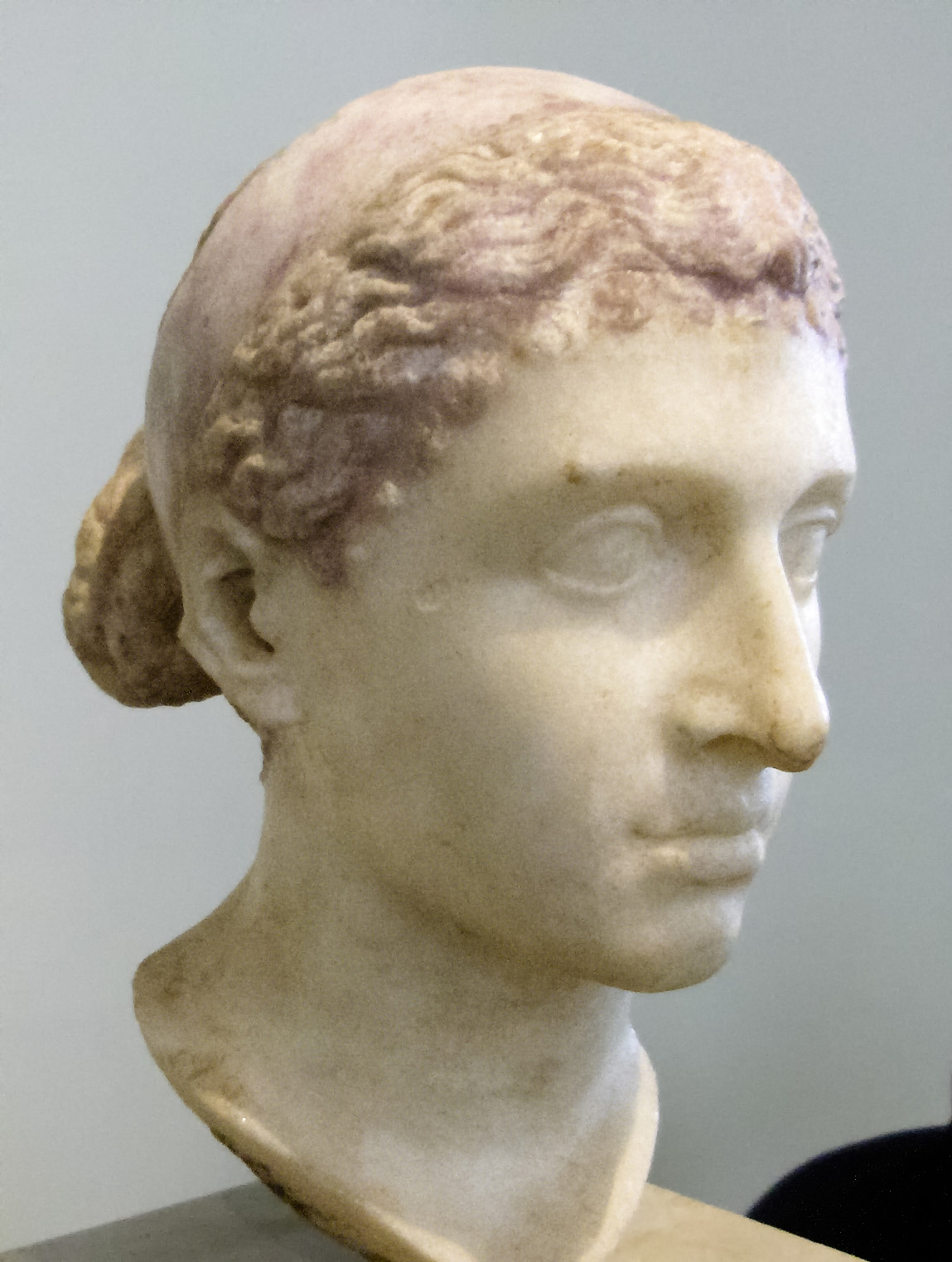
70. Клеопатра 69 — 30 до н. е. правителька Єгипту.

### 71—80

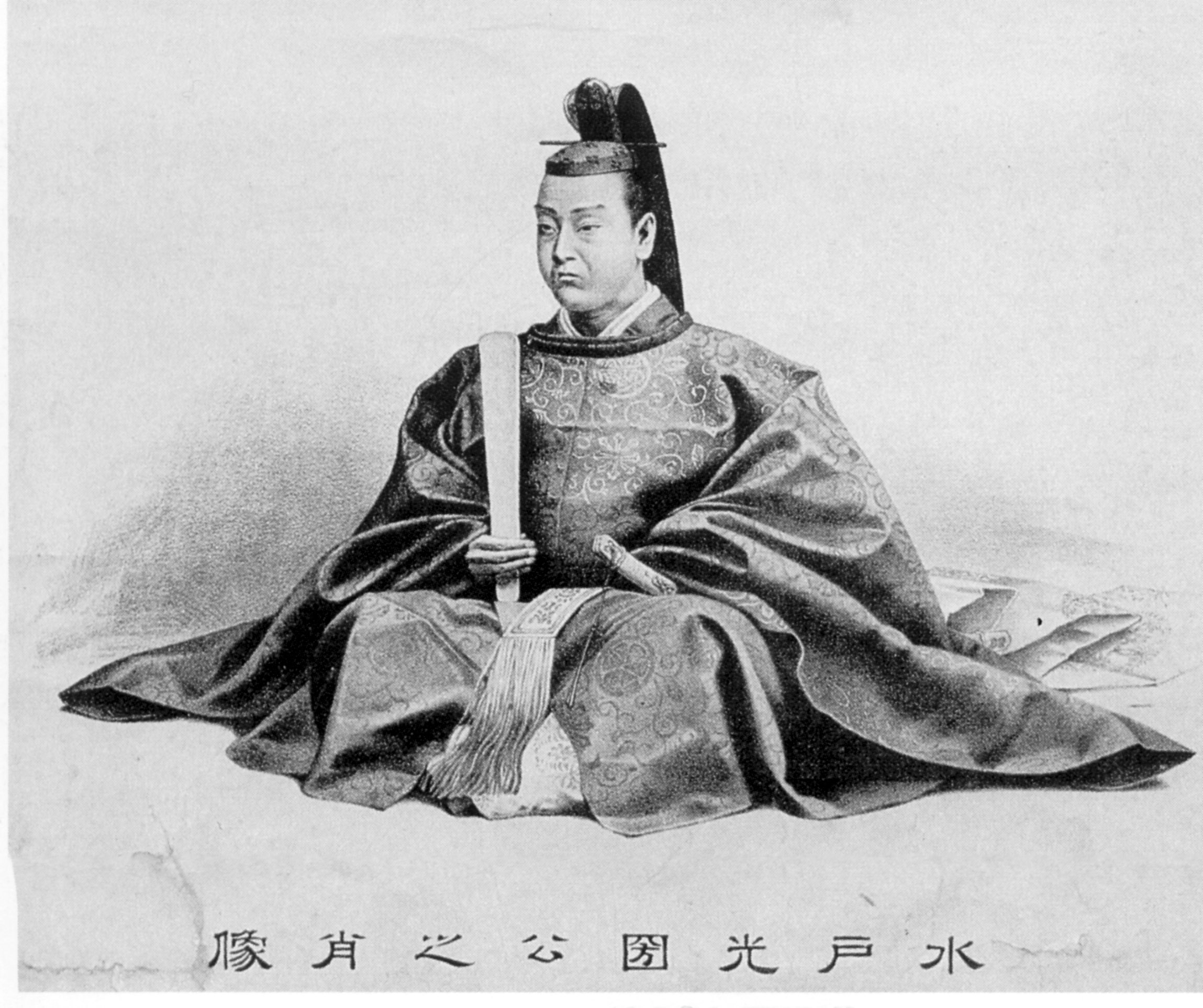
71. Токуґава Міцукуні 1628 — 1701 магнат, історик.
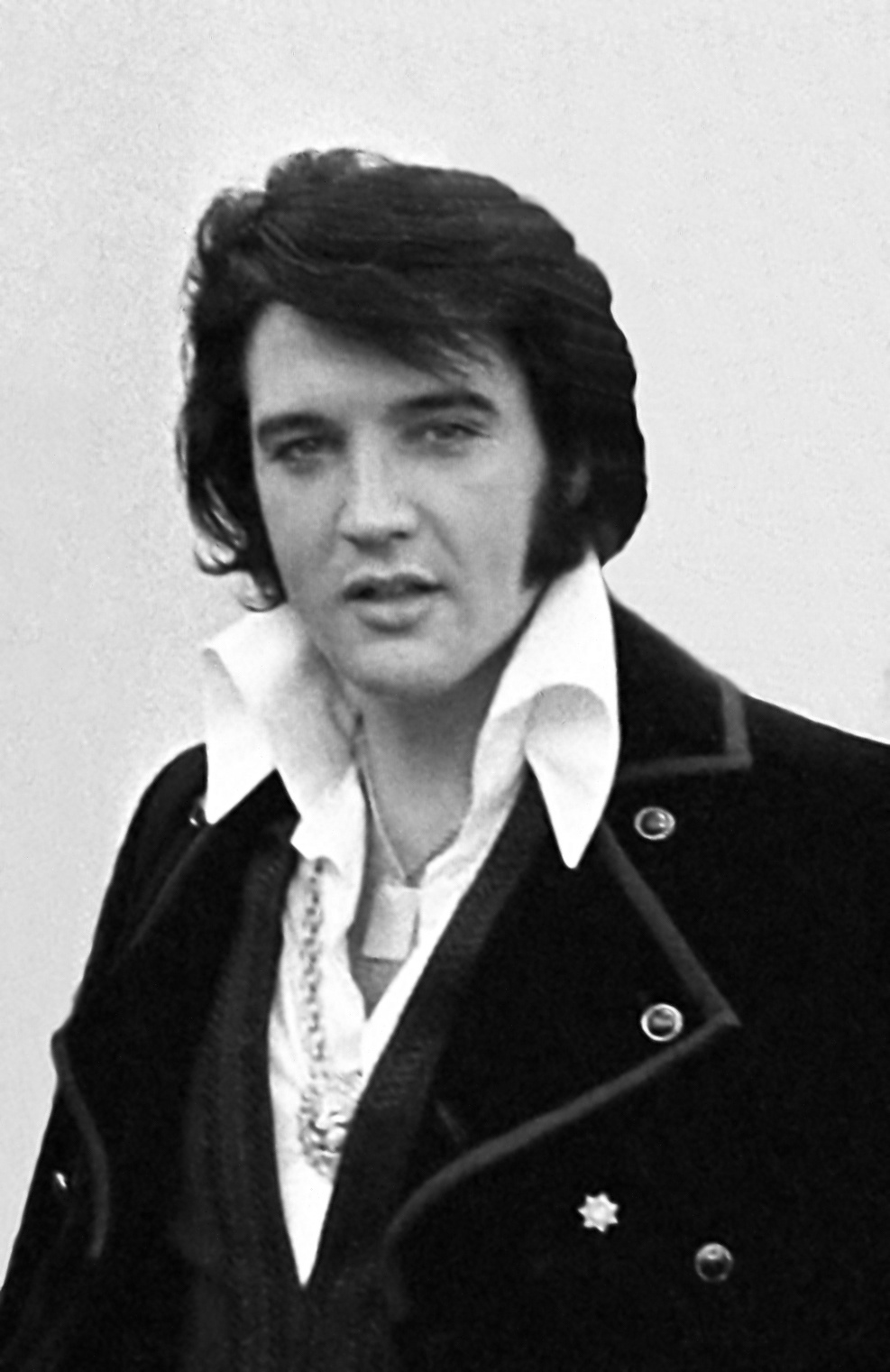
72. Елвіс Преслі 1935 — 1977 американський співак.

### Лише японці
1. 1. Ода Нобунаґа (1534 — 1582) — магнат, полководець, національний герой.
2. 2. Сакамото Рьома (1836 — 1867) — самурай, мандрівник, дипломат.
3. 4. Тойотомі Хідейоші (1536 — 1598) — васал Нобунаґи, об'єднувач Японії.
4. 5. Мацушіта Коносуке (1894 — 1989) — підприємець, засновник Panasonic.
5. 6. Токуґава Ієясу (1543 — 1616) — союзник Нобунаґи, засновник останнього шьоґунату.
6. 7. Ноґучі Хідейо (1876 — 1928) — бактеріолог, лікар.
7. 10. Хіджіката Тошідзо (1835 — 1869) — самурай, засновник загону «Новобранців».
8. 11. Сайґо Такаморі (1828 — 1877) — політик, реформатор, повстанець.
9. 14. Місора Хібарі (1937 — 1989) — співачка, акторка.
10. 15. Фукудзава Юкічі (1937 — 1989) — мислитель, освітянин, просвітитель.
11. 18. Йошіда Шіґеру (1878 — 1967) — прем'єр-міністр, відновлювач повоєнної Японії.
12. 21. Мінамото Йошіцуне (1159 — 1189) — самурай, полководець.
13. 24. Тедзука Осаму (1928 — 1989) — художник, майстер манґи.
14. 26. принц Шьотоку (574 — 622) — принц, автор «Конституції».
15. 29. Міямото Мусаші (1584 — 1645) — самурай, фехтувальник.
16. 30. Одзакі Юката (1965 — 1992) — музикант, співак.
17. 33. Нацуме Сосекі (1867 — 1916) — письменник.
18. 34. Такасуґі Шінсаку (1839 — 1867) — самурай, реформатор.
19. 35. Мурасакі Шікібу (? — 1019?) — письменниця.
20. 37. Ямамото Ісороку (1884 — 1943) — маршал, флотоводець.
21. 38. Міядзава Кенджі (1896 — 1933) — письменник.
22. 40. Ніномія Сонтоку (1787 — 1856) — мислитель, економіст.
23. 41. Кондо Ісамі (1834 — 1868) — самурай, військовик.
24. 42. Окубо Тошімічі (1830 — 1878) — самурай, політик, міністр.
25. 43. Такеда Шінґен (1521 — 1573) — магнат, полководець.
26. 44. Хіміко (? — 248?) — яматайська цариця.
27. 45. Іно Тадатака (1745 — 1818) — картограф.
28. 46. Ішіхара Юджіро (1934 — 1987) — актор, співак.
29. 47. Сен-но Рікю (1522 — 1591) — чайний майстер.
30. 49. Суґіхара Чіуне (1900 — 1986) — дипломат, праведник.
31. 50. Дате Масамуне (1567 — 1636) — магнат, полководець.
32. 51. Танака Какуей (1918 — 1993) — політик, прем'єр.
33. 53. Окіта Соджі (1842 — 1868) — самурай, військовик.
34. 54. Мацуда Юсаку (1949 — 1989) — актор.
35. 56. Оїші Йошіо (1659 — 1703) — самурай, месник.
36. 57. Ікарія Чьосуке (1931 — 2004) — комік, музикант.
37. 59. Кацу Кайшю (1823 — 1899) — самурай, дипломат.
38. 61. Йошіда Шьоїн (1830 — 1859) — мислитель, освітянин.
39. 63. Куросава Акіра (1910 — 1998) — кінорежисер.
40. 64. Уесуґі Кеншін (1530 — 1578) — магнат, полководець.
41. 66. Сато Ейсаку (1901 — 1975) — політик, прем'єр.
42. 67. Санада Юкімура (1570? — 1615) — самурай, військовик.
43. 69. Като Дайджіро (1976 — 2003) — мотогонщик.

## 100 найкрасивіших жінок
1. Масако Нацуме — японська акторка.
2. Одрі Гепберн — акторка.
3. Принцеса Діана — англійська принцеса.
4. Клеопатра — правителька Єгипту.
5. Мати Тереза — албанська черниця, католицька свята.
6. Флоренс Найтінгейл — британська медсестра та феміністка, учасниця Кримської війни.
7. Грейс Келлі — американська акторка, княгиня Монако.
8. Мерилін Монро — американська акторка, співачка, модель, кінорежисерка та автобіографістка.
9. Жанна д'Арк — національна героїня Франції, військовичка, католицька свята.
10. Марія-Антуанетта — австрійська принцеса, королева Франції.

## 100 геніїв світу
1. Ейнштейн — американський фізик.
2. Леонардо да Вінчі — італійський митець.
3. Томас Едісон — американський винахідник.
4. Чжуге Лян — китайський стратег.
5. Ноґучі Хідейо — японський бактеріолог.
6. Бетховен — німецький композитор.
7. Айртон Сенна — бразильський водій.
8. Ода Нобунаґа — японський магнат, полководець, національний герой Японії.
9. Моцарт — австрійський композитор.
10. брати Райт — американські авіаконструктори.

## 100 героїв
Передача «Велика історична академія: Вперше в історії! 100 найулюбленіших видатних діячів. Герої» (яп. 超大型歴史アカデミー ニッポン人が好きな100人の偉人・英雄編). Відбулася 30 березня 2007 року. Тривала протягом 21:00 — 23:24 за токійським часом.

### 1—10
1. Сакамото Рьома — японський самурай, мандрівник, підприємець 19 ст.
2. Наполеон — французький імператор.
3. Ода Нобунаґа — японський магнат, полководець, національний герой Японії.
4. Сайґо Такаморі — японський політики, реформатор, повстанець.
5. Мінамото Йошіцуне — японський самурай, полководець.
6. Жанна д'Арк — національна героїня Франції, військовичка, католицька свята.
7. Тойотомі Хідейоші — японський полководець, васал Нобунаґи, об'єднувач Японії.
8. Ейнштейн — американський фізик.
9. Одзакі Ютака — японський співак.
10. Акечі Міцухіде — японський полководець, васал і вбивця Нобунаґи.